# Campania din Norvegia
Campania din Norvegia (9 aprilie – 10 iunie 1940) a fost prima campanie a forțelor norvegiene, ale aliaților, pe de-o parte, și cele germane, pe de altă parte, în timpul celui de-a doua conflagrații mondiale. Campania a fost deschisă prin operațiunea Weserübung – invazia germană în Norvegia. În aprilie, Regatul Unit și Franța au trimis în ajutorul Norvegiei o forță expediționară. În ciuda succeselor limitate înregistrate de germani în luptele din nordul Norvegiei, invadarea Franței din mai i-a obligat pe aliați să își retragă forțele. Ca urmare, guvernul norvegian a plecat în exil în Londra. Campania s-a încheiat cu ocuparea Norvegiei de către Germania. Forțele armate norvegiene în exil au continuat lupta cu Axa alături de Aliați. Cele 62 de zile de lupte au făcut din Norvegia națiunea care a rezistat cel mai mult invaziei germane după Uniunea Sovietică. 

## Contextul istoric

### Izbucnirea războiului
Regatul Unit și Franța semnaseră un tratat de asistență militară cu Polonia și, la două zile după invazia germană a Poloniei de pe 1 septembrie 1939, cele două aliate au declarat război Reichului. În ciuda stării de beligeranță, niciuna dintre tabere nu a operațiuni ofensive de amploare și timp de mai multe luni nu au avut loc confruntări importante, perioada aceasta devenind cunoscută ca „Războiul ciudat”. Winston Churchill dorea ca forțele regale să se implice mult mai activ în lupte, spre deosebire de premierul Neville Chamberlain.
În această fază a conflictului, ambele tabere au dorit să deschidă fronturi secundare. Pentru aliați, în special pentru Franța, aceasta era datorată dorinței de evitare a luptelor statice din tranșeele frontului de vest din prima conflagrație mondială.
După izbucnirea războiului, guvernul norvegian a hotărât să mobilizeze parțial forțele terestre și aproape toate navele militare. Forțele aeriene norvegiene, inclusiv cele ale marinei, au fost puse în stare de luptă pentru apărarea neutralității și a inviolabilității spațiului aerian al țării. Primele violări ale neutralității au fost scufundarea unor nave britanice în apele teritoriale norvegiene de către submarinele germane. În lunile care au urmat, avioanele forțelor beligerante au violat în mai multe rânduri spațiul aerian norvegian.
Aproape imediat după izbucnirea războiului, britanicii au început să facă presiuni asupra guvernului norvegian să permită folosirea navelor comerciale norvegiene, în condițiile în care englezii erau în criză de capacități de transport. După negocieri îndelungate (25 septembrie – 20 noiembrie 1939), norvegienii au fost de acord să dea în folosință englezilor 150 de petroliere, plus alte vase de transport, cu un tonaj total de 450.000 tone-registru bruto. Preocupările guvernului norvegian pentru siguranța rutelor proprii de aprovizionare au jucat un rol important în acceptarea înțelgerii.

### Importanța strategică a Norvegiei
Norvegia, în ciuda statutului său de neutralitate, era considerată importantă din punct de vedere strategic de către ambele tabere din două motive. Primul era reprezentat de poziționarea portului Narvik, de unde era exportat o mare cantitate de minereu de fier. Acest port era important în special în timpul iernii, când cea mai mare parte a apelor Mării Baltice era înghețată. Importanța orașului Narvik a crescut considerabil în ochii britanicilor atunci când a devenit clar că  Operațiunea Catherine, un plan pentru obținerea controlului asupra Mării Baltice, nu are sorți de izbândă. Porturile norvegiene erau de asemenea breșe în blocada aliaților, care le permitea germanilor să aibă acces la Oceanul Atlantic.

#### Minereul de fier
Principalul motiv al invadării Norvegiei de către Germania a fost dependența acesteia din urmă de minereul de fier suedez, care era încărcat pe vapoare în timpul iernii în principal din Narvik. Asigurându-și accesul sigur la porturile norvegiene, germanii se puteau aproviziona mai ușor cu minereul de fier necesar pentru efortul lor de război.

#### Controlul mărilor
Controlul asupra Norvegiei a fost considerat de importanță capitală pentru capacitatea Germaniei de utilizare a forțelor navale împotriva aliaților, în special împotriva britanicilor. Cât timp Norvegia era neutră și neocupată de niciuna dintre părțile aflate în conflict, ea nu reprezenta nicio amenințare. Pe de altă parte, incapacitatea apărării de coastă și a forțelor terestre de rezistență împotriva unei invazii era clară. Großadmiral Erich Raeder avertizase în mai multe rânduri în 1939 cu privire la pericolul care îl reprezenta pentru Germania o posibilă invazie britanică în Scandinavia – dacă Royal Navy ar fi avut baze la Bergen, Narvik și Trondheim, Marea Nordului urma să fie practic închisă pentru Germania, iar Kriegsmarine ar fi fost amenințată de britanici chiar și în Marea Baltică.

#### Un teatru de luptă departe de Franța
O invazie încununate de succes a oricăreia dintre tabere putea da o lovitură inamicului fără ca trupele terestre să fie blocate într-un război staționar de tranșee ca în prima conflagrație mondială. Norvegia a avut o importanță strategică specială pentru germani în timpul Bătăliei Atlanticului. Bazele aeriene norvegiene a permis aviației de recunoaștere germane să zboare până departe deasupra Atlanticului de nord, în vreme ce submarinele germane și navele de suprafață cu bazele în porturile norvegiene reușeau să spargă blocada navală britanică din Marea Nordului și în plus să atace convoaiele care se îndreptau spre Regatul Unit.

### Războiul de iarnă
Atunci când Uniunea Sovietică a declanșat atacul împotriva Finlandei pe 30 noiembrie 1939, aliații s-au găsit în aceeași tabără cu Norvegia și Suedia în încercarea de sprijinire a finlandezilor în lupta cu agresorul. După izbucnirea războiului dintre Finlanda și Uniunea Sovietică, Norvegia a mobilizat forțe terestre mai numeroase decât fusese considerat necesar inițial. La începutul anului 1940, Divizia a 6-a avea efective de 9.500 de militari detașați în Finnmark și Troms, care trebuiau să asigure apărarea împotriva unui eventual atac sovietic. O parte a acestei divizii a rămas mobilizată Finnmark chiar și după declanșarea invaziei germane pentru apărarea frontierei împotriva unui eventual atac sovietic. În timpul Războiului de iarnă, autoritățile norvegiene au încălcat în secret statutul de neutralitate al țării, trimițând în Finlanda 12 piese de artilerie Ehrhardt 7.5 cm Model 1901 și 12.000 de proiectile, permițând de asemenea britanicilor să utilizeze teritoriul norvegian pentru transferul de avioane și diferite tipuri de armament spre Finlanda.
Această situația a fost o șansă pentru aliați care, deși acțiunile lor erau dictate de simpatia pentru Finlanda, au socotit că au șansa să trimită trupe care în plus să ocupe zăcămintele de fier din Suedia și porturile din Norvegia Planul, care se bucura de sprijinul generalului britanic Edmund Ironside, presupunea debarcarea a două divizii la Narvik, a cinci batalioane undeva în zona centrală a Norvegiei și a două alte divizii la Trondheim. Guvernul francez a sprijinit acțiunea, care ar fi dus la lupte cu germanii departe de teritoriul francez.
Aceste inițiative au provocat preocuparea germanilor. Pactul Molotov-Ribbentrop plasase Finlanda în cadrul sferei de interes sovietice, iar Germania și-a proclamat din acest motiv neutralitatea în conflict. Această politică a dus la apariția unui sentiment antigerman în întreaga Scandinavie, germanii fiind percepuți ca aliați ai sovieticilor. Printre ofițerii Înaltului comandament german au apărut temeri că Norvegia și Suedia vor permite trupelor aliate să tranziteze teritoriile lor pentru sprijinirea Finlandei. 
Planurile aliaților pentru desfășurarea trupelor nu au fost puse în practică, propunerile de tranzitare a trupelor fiind respinse atât de Norvegia, cât și de Suedia. După semnarea Tratatului de pace de la Moscova de pe 12 martie 1940, planurile aliaților pentru sprijinirea finlandezilor au fost abandonate. Renunțarea la aceste planuri a dus la creșterea presiunii asupra guvernului britanic condus de Neville Chamberlain. Ca urmare, pe 8 aprilie, marina britanică a minat apele de coastă norvegiene.

### Vidkun Quisling și planurile germane de invazie
Înaltul Comandament German a considerat la început că neutralitatea Norvegiei este convenabilă pentru Reich. Atâta vreme cât vasele aliaților nu intrau în apele teritoriale norvegiene, trecerea vaselor care transportau minereu de fier și care navigau de-a lungul țărmurilor norvegiene era în siguranță. 
Großadmiral Erich Raeder, pe de altă, parte era în favoarea unei invazii. El considera că porturile norvegiene urmau să fie de importanță crucială pentru Germania în timpul războiului cu Regatul Unit.

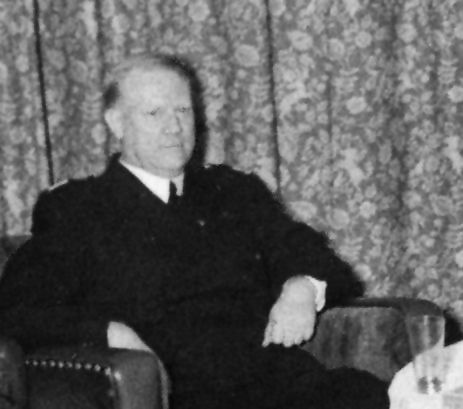
Vidkun Quisling în 1942. Numele lui avea devină sinonim cu cel de „trădator”

Pe 14 decembrie 1939, Raeder l-a prezentat pe Adolf Hitler lui Vidkun Quisling, un fost ministru al apărării al norvegiei, un notoriu simpatizant  nazist norvegian. Quisling a propus o cooperare dintre cele două popoare pe baza rădăcinilor comune germanice. Într-o a doua întâlnire de pe 18 decembrir 1939, Quisling și Hitler au discutat cu privire la amenințarea unei invazii aliate în Norvegia. După prima întâlnire cu Quisling, Hitler a cerut pe 14 decembrie 1939 OKW-ului să schițeze planuri pentru o posibilă invazie a Norvegiei. Întâlnirea lui Quisling a fost evenimentul care i-a aprins lui Hitler interesul pentru cucerirea Norvegiei. Primul plan german cuprinzător pentru ocuparea Norvegiei a fost Studie Nord și a fost finalizat pe 10 ianuarie 1940. Pe 27 ianuarie, Hitler a cerut conceperea unui nou plan, Weserübung. Munca la Weserübung a început pe 5 februarie.

### IncidentulAltmark

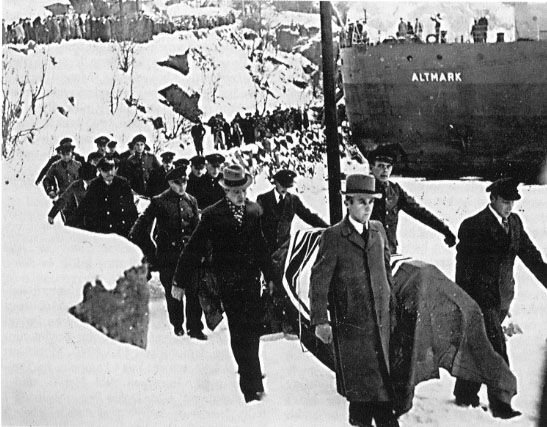
Germanii decedați în timpul incidentului Altmark sunt aduși pe țărm pentru funeralii

Incidentul Altmark a avut loc târziu în ziua de 16 februarie 1940, când distrugătorul marinei britanice HMS Cossack (F03) a intrat în apele teritoriale norvegiene, a interceptat și abordat petrolierul auxiliar german Altmark în Jøssingfjord. Altmark fusese folosit în lunile care trecuseră ca petrolier de sprijin pentru cuirasatul Admiral Graf Spee în perioada în care acesta acționase împotriva vaselor comerciale aliate în Atlanticul de sud. Când Altmark a pornit pe drumul de întoarcere spre patrie, a luat la bord 299 prizonieri capturați după scufundarea vaselor lor de către Admiral Graf Spee. Altmark a intrat în apele teritoriale norvegiene lângă Trondheimsfjord, având arborat Reichsdienstflagge (pavilionul de serviciu al Reichului). Norvegienii au asigurat o escortă navală pentru Altmark în drumul acestuia spre sud, de-a lungul litoralului. În timp ce Altmark se apropia de portul Bergen pe 14 februarie, autoritățile navale norvegiene au cerut să inspecteze vasul german. În ciuda faptului că legile internaționale nu interziceau transferul de prizonieri de război prin apele neutre, comandantul german a refuzat să permită inspectarea vasului. Ca urmare, comandantul portului Bergen, amiralul Carsten Tank-Nielsen, i-a interzis vasului Altmark accesul în zona destinată vaselor militare. Hotărârea lui Tank-Nielsen a fost însă anulată de superiorul acestuia, amiralul Henry Diesen, iar Altmark a fost escortat prin port. În conformitate cu regulamentul norvegian al neutralității, vasele guvernamentale ale națiunilor aflate în război nu aveau dreptul să intre în anumite porturi norvegiene de importanță strategică. Încălcarea regulamentelor norvegiene a fost admisă de amiralul Diesen deoarece el se temea că britanicii puteau încerca să intercepteze Altmark dacă vasul ar fi navigat prea aproape de limita apelor teritoriale norvegiene.
Pe 16 februarie, Altmark a fost reperat de trei avioane britanice. După ce avioanele au stabilit poziția vasului, Royal Navy a trimis un crucișător ușor și cinci distrugătoare să patruleze în apropiere. Fiind urmărit de două distrugătoare britanice, HMS Ivanhoe (D16) și HMS Intrepid (D10), Altmark s-a refugiat în Jøssingfjord. În acest timp, Altmark era escortat de vasul tropilor norvegian HNoMS Skarv. Mai târziu, celor două li s-a alăturat vasul torpilor HNoMS Kjell și vasul de patrulare Firern. După ce distrugătorul Cossack a intrat în fiord la ora 22:20, vasele norvegiene nu au intervenit atunci când britanicii au abordat Altmark seara târziu în ziua de 16 februarie. Asaltul a dus la eliberarea a celor 299 de prizonieri deținuți pe vasul german. În timpul acțiunii, șapte marinari germani au fost uciși.
După consumarea incidentului, germanii au protestat viguros, învinuind guvernul norvegian. La rândul lor, norvegienii au protestat pe lângă guvernul britanic. În timp ce experții în dreptul internațional norvegieni, suedezi și americani au descris acțiunea britanică drept o violare a neutralității Norvegiei, britanicii au declarat că incidentul a fost cel mult o violare „tehnică” a neutralității, justificată din punct de vedere moral.
Incidentul Altmark nu a făcut decât să crească eforturile pentru finalizării planificării invaziei. Pe 21 februarie, generalul Nikolaus von Falkenhorst a fost numit planificator șef al invaziei și comandant al forțelor terestre necesare operațiunii. Hitler a semnat ordinul oficial pentru invadarea Danemarcei și Norvegiei pe 1 martie.

## Planurile inițiale

### Planurile aliaților
După încheierea Războiului de iarnă, aliații au ajuns la concluzia că orice încercare de ocupare a Norvegiei sau Suediei ar face mai mult rău decât bine, deoarece ar fi împins țările neutre către o alianță cu Germania. Cu toate acestea, noul premier francez Paul Reynaud a adoptat o poziție mai agresivă decât cea a predecesorului său și a cerut inițierea unei acțiuni împotriva intereselor germane. Churchill era la rândul lui un puternic sprijinitor al unei acțiuni militare în Scandinavia, care ar fi avut ca rezultat izolarea Germaniei de fierul suedez și atragerea țărilor scandinave de partea Regatului Unit. Dacă la început fuseseră concepute planuri pentru forțarea intrării în Marea Baltică a unei forțe navale, s-a trecut mai târziu la planuri pentru minarea apelor teritoriale norvegiene. Acțiunea de minare trebuia să ducă la oprirea transporturilor navale cu minereu de fier din Narvik și ar fi provocat Germania să atace Norvegia. În bătăliile navale care ar fi urmat, era de așteptat ca Royal Navy să iasă învingătoare.
În cele din urmă s-a căzut de acord să se pună în aplicare planul de minare ale lui Churchill, Operațiunea Wilfred, prin care se dorea ca navele de transport să își schimbe rutele prin apele internaționale, unde navele britanice puteau să le atace. În paralel, a fost conceput Planul R 4, care prevedea ca în cazul unei operațiuni germane de răspuns 
Wilfred, (răspuns considerat ca fiind aproape sigur), aliații să ocupe Narvik, Trondheim, Bergen și Stavanger. Planificatorii militari britanici sperau că ocuparea porturilor nu îi va face pe norvegieni să declanșeze rezistența armată împotriva aliaților.
Pe de altă parte, aliații nu au căzut de acord cu privire la Operațiunea suplimentară  Royal Marine, care prevedea minarea râului Rin. În vreme ce britanicii insistau pentru realizarea operațiunii, francezii se opuneau ei, de vreme ce Rinul era folosit și de ei pentru transport și, în plus, se temeau de represaliile pe care ar fi putut să le declanșeze germanii pe pământ francez. Din cauza discuțiilor asupra oportunității operațiunilor de minare, Operațiunea Wilfred a fost întârziată, de pe 4 pe 8 aprilie.

### Planurile germane

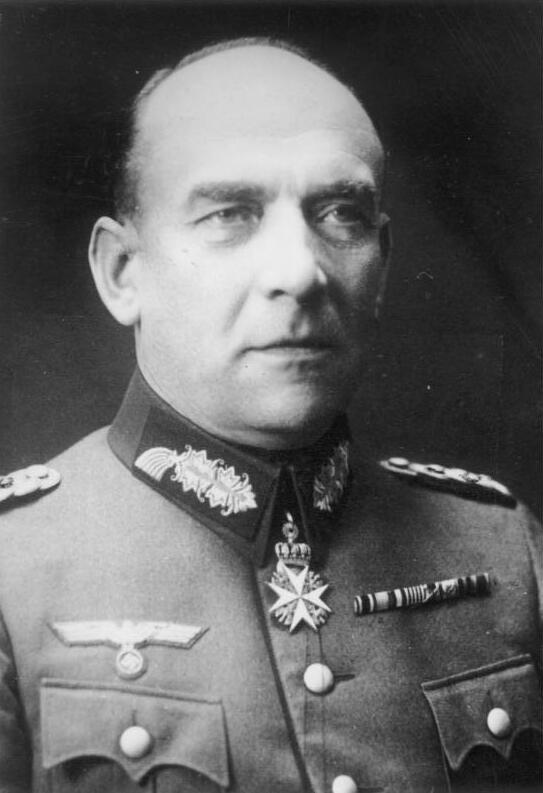
General Nikolaus von Falkenhorst a planificat și condus invazia germană în Norvegia

Operațiunea Weserübung, a cărei planificare fusese terminată de ceva vreme, dar fusese considerată ca fiind cu prioritate scăzută, a revenit în actualitate după incidentul Altmark. Scopurile invaziei erau asigurarea siguranței portului Narvik și a căilor maritime de transport ale minereului de fier și prevenirea colaborării norvegienilor cu aliații. Operațiunea urma să fie justificată drept asigurarea protecției armate a neutralității Norvegiei. 
Unul dintre subiectele aflate în discuție la cel mai înalt nivel al strategilor germani era oportunitatea ocupării Danemarcei. Ocuparea acestei țări era considerată de importanță vitală, deoarece porturile și aeroporturile țării puteau asigura un control naval și aerian în zonă. Deși s-a discutat la început despre posibilitatea exercitării doar a unor puternice presiuni diplomatice și militare, în cele din urmă s-a considerat că este mai sigur ca armata germană să ocupe Danemarca. 
Un alt motiv care a dus la regândirea planului a fost Fall Gelb, planul pentru invadarea Franței de nord și a Țărilor de Jos, care presupunea folosirea a numeroase efective. Deoarece existau forțe care erau necesare pentru executarea ambelor invazii, Weserübung nu putea fi declanșat în același timp cu Fall Gelb. Pe de altă parte, operațiunea trebuia declanșată cât mai curând, perioada de întuneric, vitală pentru asigurarea acoperirii forțelor navale, se scurta odată cu venirea primăverii. Pe 2 aprilie s-a luat hotărârea ca invazia (Wesertag) să fie declanșată pe 9 aprilie, iar debarcările (Weserzeit) să aibă loc la ora 04:15.
Planul prevedea cucerirea a șase obiective principale prin debarcări amfibii: Oslo, Kristiansand, Egersund, Bergen, Trondheim și Narvik. În plus, trupele de parașutiști (Fallschirmjäger) trebuia să ocupe aeroporturile - Fornebu de lângă Oslo și Sola de lângă Stavanger. Planificatorii au considerat că germanii sunt capabili să îi copleșească rapid pe apărătorii norvegieni și să ocupe toate zonele vitale mai înainte ca să poată fi organizată rezistență bine coordonată. 
Asaltul urma să fie dat de următoarele forțe:
- Gruppe 1: zece distrugătoare care transportau 2.000 vânători de munte (Gebirgsjäger) sub comanda generalului Eduard Dietl având ca obiectiv Narvik[21]
- Gruppe 2: crucișătorul greu Admiral Hipper și patru distrugătoare având ca obiectiv Trondheim
- Gruppe 3: crucișătoarele ușoare Köln și Königsberg plus mai multe vase mici de sprijin având ca obiectiv Bergen
- Gruppe 4: crucișatorul ușor Karlsruhe și mai multe vase de sprijin având ca obiectiv Kristiansand
- Gruppe 5: crucișătoarele grele Blücher și Lützow, crucișătorul ușor Emden și mai multe vase de sprijin având ca obiectiv Oslo
- Gruppe 6: patru dragoare de mine având ca obiectiv Egersund

În plus, cuirasatele Scharnhorst și Gneisenau urmau să asigure escorta pentru Gruppe 1 și Gruppe 2, cele două grupuri navale urmând să navigheze împreună. De asemenea, cuirasatele trebuiau să asigure siguranța eșaloanelor care transportau trupe de rezervă, combustibil și echipamente. 
În ceea ce privește Danemarca, două brigăzi motorizate urmau să cucerească podurile. parașutiștii trebuiau să cucerească aeroportul Aalborg în nord. Avioanele de vânătoarea grea ale Luftwaffe trebuiau să distrugă la sol aviația daneză. Au fost organizate mai multe escadre în vederea invaziei, dar niciuna nu avea în componența sa vase de mare tonaj. Mai multe vase pentru transportul trupelor trebuiau să navigheze neescortate, iar soldații îmbarcați pe ele urmau să captureze Înaltul comandament danez din Copenhaga.
Germanii sperau că vor reuși să evite confruntările armate cu populația locală din fiecare din cele două țări, iar soldați germani au fost instruiți să deschidă focul doar dacă se trăgea asupra lor. 

## Forțele implicate în conflict

### Germanii
Germanii au mobilizat aproximativ 100.000 de soldați din șapte divizii și un batalion de parașutiști (Fallschirmjäger) plus unități de tancuri și artilerie. Cele mai importante unități ale Kriegsmarine au fost repartizate acestei campanii. Corpul al 10-lea aerian al Luftwaffe a asigurat cam 1.000 de avioane, din care 500 de avioane de transport și 186 de bombardiere Heinkel He 111, pentru executarea misiunilor din Norvegia.

### Norvegienii și aliații
Forțele armate ale Norvegiei mobilizaseră cam 55.000 de militari, cei mai mulți organizați în șase divizii de infanterie. Forța expediționară aliată în Norvegia a fost formată din aproximativ 38.000 de militari.

## Invazia germană

### Deplasările flotelor

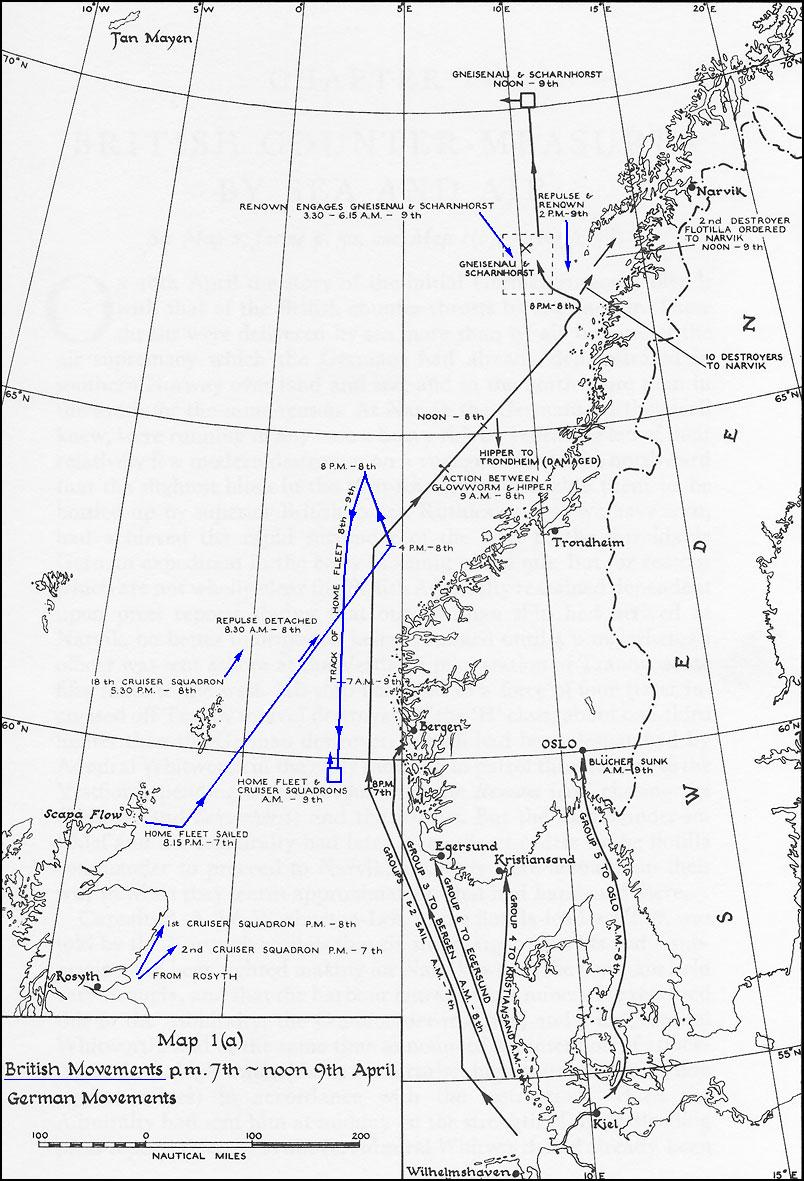
Mișcările marinei militare britancă și germană în perioada 7–9 aprilie

Invazia germană a început pe 3 aprilie 1940, când covertele de aprovizionare au început să se îndrepte spre obiective, mai înainte de plecarea forțelor principale de invazie. Aliații au declanșat operațiunile a doua zi, 16 submarine aliate primind ordinul să se îndrepte spre Skagerrak și Kattegat, unde să acționeze ca un ecran protector și să avertizeze cu privire la răspunsul german la Operațiunea Wilfred, operațiune în cursul căreia amiralul William Whitworth aflat la bordul HMS Renown a plecat din Scapa Flow în fruntea a 12 distrugătoare spre Vestfjorden.
Pe 7 aprilie, zona a început să fie afectată de vremea rea – o pătură deasă de ceață a acoperit întinderile de apă, iar furtuna a crescut în intensitate. Forță navală condusă de Renowna intrat în furtună de zăpadă, iar HMS Glowworm, unul dintre distrugătoarele de escortă, a ieșit din formația de marș în căutarea unui marinar căzut peste bord. Condițiile meteo dificile au fost însă în favoarea germanilor, cărora le-a asigurat acoperirea necesară, iar în dimineața devreme au plecat în deplasarea Gruppe 1 și Gruppe 2, care aveau cele mai depărtate obiective. 
Deși vremea rea făcea misiunea de recunoaștere greu se îndeplinit, cele două grupuri navale au fost descoperite în jurul orei 08:00 la 170 km (105 mi) sud de of cel mai sudic punct al Norvegiei, localitatea Lindesnes  de către o patrulă a Royal Air Force. Poziția și componența convoiului german a fost raportată ca fiind una a unui crucișător și șase distrugătoare. O escadrilă de bombardiere trimise să găsească și atace navele convoiului inamic le-au găsit la 125 km (78 mi) nord de locul unde fuseseră prima oară identificate. Bombardamentul aerian nu a dat rezultate, dar componența grupului a fost reevaluată ca fiind un crucișător de linie,, două crucișătoare și zece distrugătoare. Datorită ordinelor stricte cu privire interzicerea comunicațiilor radio, echipajele bombardierelor nu au raportat noile informații până la ora 17:30.
Atunci când au aflat despre mișcările germanilor, Amiralitatea a tras concluzia că germanii încearcă să spargă blocada aliaților și să iasă în Oceanul Atlantic cu forțe puternice, unde să atace rutele comerciale folosite pentru aprovizionare. Amiralul Charles Forbes, comandantul suprem al Flotei Metropolitane, a fost informat. El a luat la 20:15 decizia ca navele de sub comanda lui să intercepteze grupul naval german.
Fără ca să aibă o imagine completă a amplorii atacului, ambele părți au trecut la îndeplinirea ordinelor. Renown a ajuns la Vestfjord seara târziu, unde a început să patruleze, iar distrugătoarele specializate au declanșat misiunea de minare. În acest timp, germanii au început marșul restului vaselor forței de invazie. Primul contact direct dintre cele două tabere a avut loc în dimineața următoare, din întâmplare. 
Glowworm,care se grăbea să ajungă din urmă Renown, a ajuns pe 8 aprilie, la ora 08:00, prin ceața groasă, în spatele distrugătoarelor germane Z11 Bernd von Arnim și Z18 Hans Lüdemann. Au avut loc primele schimburi de focuri, iar distrugătoarele germane s-au depărtat în grabă, lansând semnale de ajutor. În ajutorul distrugătoarelor germane a intervenit Admiral Hipper, care a avariat rapid Glowworm. În timpul luptelor, Glowworm a pintenat Admiral Hipper, provocând avarii însemnate tribordului navei germane. Glowworm a fost distrus imediat după aceea de o salvă trasă de la mică distanță. În timpul luptei, Glowworm nu a mai respectat ordinul de interdicție a comunicării radio și a informat Amiralitatea cu privire la starea de fapt. Telegrafistul nu a reușit să transmită toate informațiile, iar Amiralitatea a aflat doar că Glowworm a fost atacat de o navă germană superioară ca putere de foc, a avut loc un schimb de focuri, iar distrugătorul britanic nu mai răspundea la apelurile radio. 
Ca răspuns la această situație, Amiralitatea a ordonat Renown și singurului distrugător de escortă care îl însoțea (celelalte două erau în port pentru realimentare), să abandoneze misiunea din Vestfjord și să se îndrepte spre ultima poziție cunoscută a Glowworm. La ora 10:45, celelalte opt distrugătoare ale forței de minare au primit ordin să se alăture Glowworm. 
În dimineața zilei de 8 aprilie, submarinul polonez ORP Orzeł a atacat și scufundat nava germană MS Rio de Janeiro, care transporta în mod clandestin trupe, în fața portului norvegian Lillesand. Polonezii au descoperit în apă germani care nu purtau uniformă și diferite materiale militare. Deși căpitanul de pe Orzeł a raportat incidentul, Amiralitatea era prea preocupată de situația vasului Glowworm și de presupusa încercare a germanilor de spargere a blocadei, iar informația nu a fost transmisă mai departe. Numeroși soldați germani de pe Rio de Janeiro au fost salvați de vase de pescuit norvegiene și de distrugătorul HNoMS Odin. Atunci când au fost interogați, supraviețuitorii germani au dezvăluit că aveau misiunea apărării orașului Bergen de aliați. Această informație a fost transmisă autorităților competente de la Oslo. Palamentarii norvegieni erau prea preocupați de operațiunile de minare din largul coastelor norvegiene și au ignorat informația.
La ora 14:00, Amiralitatea a primit un raport al avioanelor de recunoaștere, care localizaseră un grup de nave germane, aflat la o distanță considerabilă la nord-vest de Trondheim, în marș spre vest. Acest fapt a întărit convingerea Amiralității că germanii încearcă să spargă blocada, iar vasele Flotei Metropolitane și-au schimbat direcția de deplasare dinspre nord-est spre nord-vest ca să intercepteze vasele germane. În plus, Churchill a anulat executarea Planului R 4 și a ordonat celor patru crucișătoare cu trupe la bord să debarce militarii și proviziile lor și să se alăture Home Fleet. Ceea ce identificaseră avioanele de recunoaștere britanice erau vasele germane din Gruppe 2, care executau manevre de întârziere navigând în cerc, pentru ca să ajungă la destinație (Trondheim) la ora ordonată. 
În acea noapte, după ce tot mai multe vase germane au fost reperate la sud de Norvegia, Charles Forbes a început să se îndoiască de faptul că germanii ar încerca spargerea blocadei și a ordonat în consecința Home Fleet să schimbe direcția de deplasare spre sud, spre Skagerrak. De asemenea, el a ordonat HMS Repulse și unui alt crucișător și câtorva distrugătoare să se îndrepte spre nord și să se alăture lui Renown.
La 23:00, chiar când Forbes afla de atacul reușit de Orzeł, Gruppe 5 a fost interceptat de vasul de patrulă norvegian HNoMS Pol III la intrarea fiordului Oslo. Pol III a trimis imediat un semnal de alarmă către bateriile artileriei de coastă de pe Insula Rauøy. Echipajul norvegian a deschis focul asupra vedetei torpiloare Albatros cu singurul tun din dotare, după care s-a ciocnit de vasul german. Albatros și alte două vedete au răspuns la rândul lor cu tirul mitralierelor antiaeriene. Căpitanul norvegian a fost ucis, iar Pol III a fost incendiat. Gruppe 5 a continuat deplasarea în Oslofjord, evitând bateriile de coastă norvegiene. Câteva nave germane mai mici au părăsit formația, urmând ca echipajele lor să cucerească fortificațiile din Horten, pe care convoiul principal le depășise deja. 
Toate aceste incidente au fost imediat raportate la Oslo. Premierul Johan Nygaardsvold și-a convocat miniștrii de urgență într-o sesiune la miezul nopții. În cadrul acestei întâlniri au fost emise ordinele de mobilizare pentru patru dintre cele șase brigăzi ale forțelor terestre. Membrii cabinetului nu au înțeles procedura mobilizării parțiale pe care o ordonaseră, care prevedea desfășurarea în secret, fără nicio declarație oficială. Militarii trebuiau să își primească ordinele de mobilizare prin poșta. Singurul ministru care cunoștea bine sistemul mobilizării de război, ministrul apărării Birger Ljungberg, nu a reușit să explice procedurile pe înțelesul colegilor de cabinet. Mai târziu, el avea să fie aspru criticat pentru neglijența de care a dat dovadă în acele zile, care a dus la întârzieri inutile în timpul mobilizării. Mai înainte de începerea întâlnirii guvernului, Ljungberg a respins cererile repetate ale șefului Marelui Stat Major, Rasmus Hatledal, pentru mobilizarea imediată și totală. Hatledal îi ceruse lui Ljungberg în zilele de 5, 6 și 8 aprilie ministrului apărării să introducă pe ordinea de zi a cabinetului problema mobilizării. Emiterea ordinelor de mobilizare a fost abordată în seara zilei de 8 aprilie, când comandantul general Kristian Laake a prezentat la rândul lui o cerere de mobilizare. În acel moment, mobilizarea a fost limitată la efectivele a două batalioane terestre în Østfold, iar mobilizarea generală a fost amânată. Când cererea lui Laake pentru mobilizare a fost în cele din urmă acceptată după ora 03:00 a zilei de 9 arpilie, atât Laake cât și Ljungberg au crezut că miniștrii au înțeles că mobilizarea urma să fie una parțială și secretă. Schimbul de informații dintre armată și autoritățile civile norvegiene a lăsat de dorit și a creat confuzie în primele zile ale invaziei germane.
Cam în același timp, mai la nord, Renown se reîntorcea spre Vestfjord după ce ajunsese la ultima poziție cunoscută a lui Glowworm fără să găsească ceva. Condițiile meteo grele l-au făcut pe Whitworth să navigheze mai la nord decât era normal, în acest fel el separându-se de restul distrugătoarele de escortă. Fără să beneficieze de vreo navă de sprijin, Renown a întâlnit în timpul deplasării două vase germane: Scharnhorst și Gneisenau. Renown a amgajat în luptă cele două cuirasate în apele teritoriale ale Arhipelagului Lofoten. După un scurt schimb de focuri, Renown a lovit de mai multe ori vasele germane, care au fost obligate să fugă spre nord. Renown a încercat să le urmărească fără rezultat, dar Scharnhorst și Gneisenau aveau viteză de deplasare mai mare.

### Weserzeit

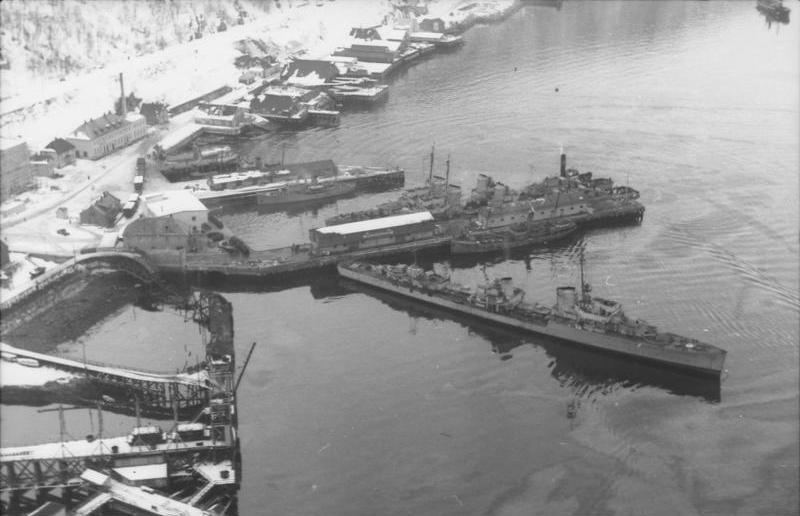
Distrugătoarele germane în rada de la Narvik, după cucerirea portului strategic

Cele 10 distugătoare ale Gruppe 1 au înaintat rapid prinfiordul Ofot spre Narvik. Cum Renown și escortele sale fuseseră trimise să investigheze incidentul Glowworm, în calea vaselor germane nu se afla nicio navă britanică, Gruppe 1 a înaintat fără să poată fi oprit. Când au ajuns în zona apropiată a postului Narvik, cele mai multe distrugătoare au ieșit din formație, având ca obiective cucerirea bateriilor exterioare de pe malurile Ofotfjord. Doar trei distrugătoare germane au mai rămas în formația care trebuia să neutralizeze cele două nave norvegiene ale apărării de coastă din portul Narvik, HNoMS Eidsvold și HNoMS Norge. Deși învechite, cele două vase ale apărării de coastă erau capabile să provoace daune mari distrugătoarelor germane, care aveau blindajul și armamentul inferioare celor norvegiene. După o scurtă parlamentare cu căpitanul norvegian Odd Isaachsen Willoch, vasele germane au deschis focul asupra Eidsvold, care a fost scufundat de loviturile a trei torpile. Norge a intrat în luptă la scurtă vreme după aceea, dar trăgătorii norvegieni neexperimentați și nu au reușit să lovească navele germane mai înainte ca acestea să lanseze salve de torpile care și-au atins ținta. 
După scufundarea vaselor apărării de coastă Eidsvold și Norge, comandantul garnizoanei Narvik, Konrad Sundlo, a capitulat cu forțele terestre din subordine fără luptă.

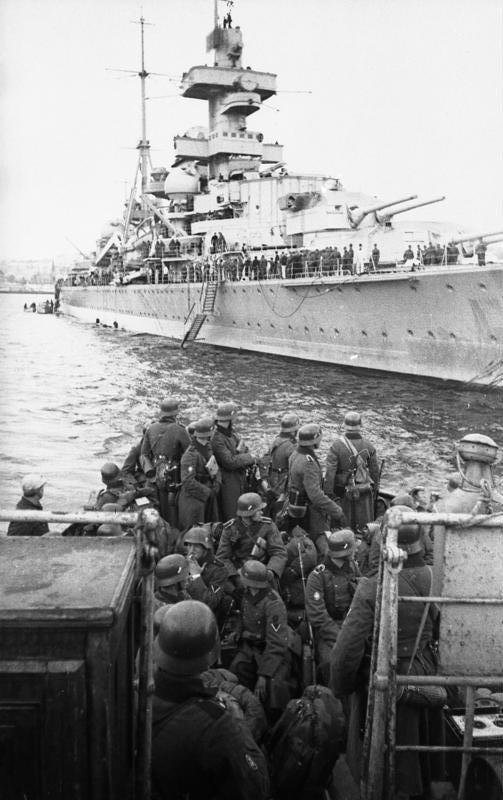
Crucișătorul Admiral Hipper în timpul debarcării trupelor în Trondheim

La Trondheim, Gruppe 2 a întâmpinat la rândul lui o rezistență neînsemnată în timpul debarcărilor. În fiordul  Trondheim, Admiral Hipper a deschis focul asupra bateriilor de coastă, în vreme ce distrugătoarele au trecut în viteză pe lângă ele (25 knoti (46 km/h). O lovitură bine plasată de pe Admiral Hipper a distrus cablurile de alimentare ale luminilor de căutare și a scos din luptă bateriile de coastă. Doar un singur distrugător german a fost lovit o dată în timpul debarcărilor. 

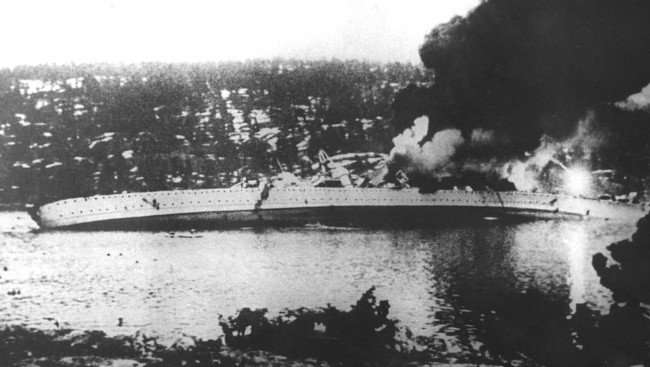
Crucișătorul Blücher se scufundă în Oslofjord

La Bergen, artileria din fortificațiile de coastă a opus o rezistență mai puternică vaselor din Gruppe 3. Crucișatorul ușor Königsberg și vasul de antrenament de artilerie Bremse au fost avariate, cel din urmă foarte serios. Lipsa unor lumini de căutare eficiente a redus eficiența artileriei norvegiene, iar vasele de debarcare au ajuns la docuri cu pierderi neînsemnate. Garnizoanele fortificațiilor au capitulat la scurtă vreme după ce au fost atacate de bombardierele Luftwaffe.
Fortificațiile de la Kristiansand au opus o rezistență mult mai puternică. Vasele de debarcare au fost respinse, iar Karlsruhe a fost avariat, acesta din urmă fiind pe punctul de a eșua pe mal. În scurtă vreme însă, printre apărătorii norvegieni s-a răspândit confurzia, ei primind un ordin prin care li se cerea să nu deschidă focul împotriva vaselor britanice și franceze. În acest timp, germanii au început să folosească codurile navale pe care le capturaseră la Horten, transmițând ordine false. Germanii s-au folosit de confuzia creată pentru grăbirea debarcării. Orașul a fost cucerit până la ora 11:00.
În vreme cea mai mare parte a Gruppe 4 lupta la Kristiansand, vedeta torpiloare Greif  cucerea orașul Arendal fără să întâmpine nicio opoziție. Misiunea principală pentru militarii germani în Arendal era obținerea controlului asupra cablului submarin de telegraf care lega Norvegia de Regatul Unit.
Gruppe 5 a întâmpinat cea mai serioasă rezistență din partea garnizoanelor din inelul interior de fortificații din Oslofjord, de lângă Drøbak. Crucișatorul Blücher s-a apropiat în fruntea grupului naval de forturi, ofițerii germani presupunând că norvegienii aveau să fie luați prin surprindere și nu vor răspunde în mod eficient atacului, așa cum se întâmplase în cazul fortificațiilor din zona exterioară a fiordului. Artileriștii norvegieni din fortăreața Oscarsborg au așteptat până când vasele inamice s-au apropiat până la distanța de ochire directă, după care au deschis focul, toate proiectilele lansate atingându-și ținta. În doar câteva minute de la primele lovituri de tun, Blücher a fost grav avariat și la bord a izbucnit un incendiu puternic. Lovitura de grația a fost dată crucișătorului german de o salvă de torpile demodate, vechi de 40 de ani, lansate din lansatoare terestre. La bordul crucișătorului Blücher se afla cea mai mare parte a personalului destinat administrației Norvegiei ocupate, dar și cea mai mare parte a statului major al diviziei de infanterie care trebuia să ocupe Oslo. Comandantul crucișătorului Lützow, care fusese avariat la rândul lu i de salvele artileriei norvegiene, crezând că Blücher intrat într-o zonă minată, a hotărât să se retragă cu restul Gruppe 5 la 19 km sud de Sonsbukten, unde trupele au fost debarcate. Datorită acestui fapt, desfășurarea principalei forțe de invazie germană destinată cuceririi orașului Oslo a fost întârziată cu peste 24 de ore. Capitala norvegiană a fost cucerită în schimb de trupele transportate pe calea aerului pe aeroportul Fornebu.

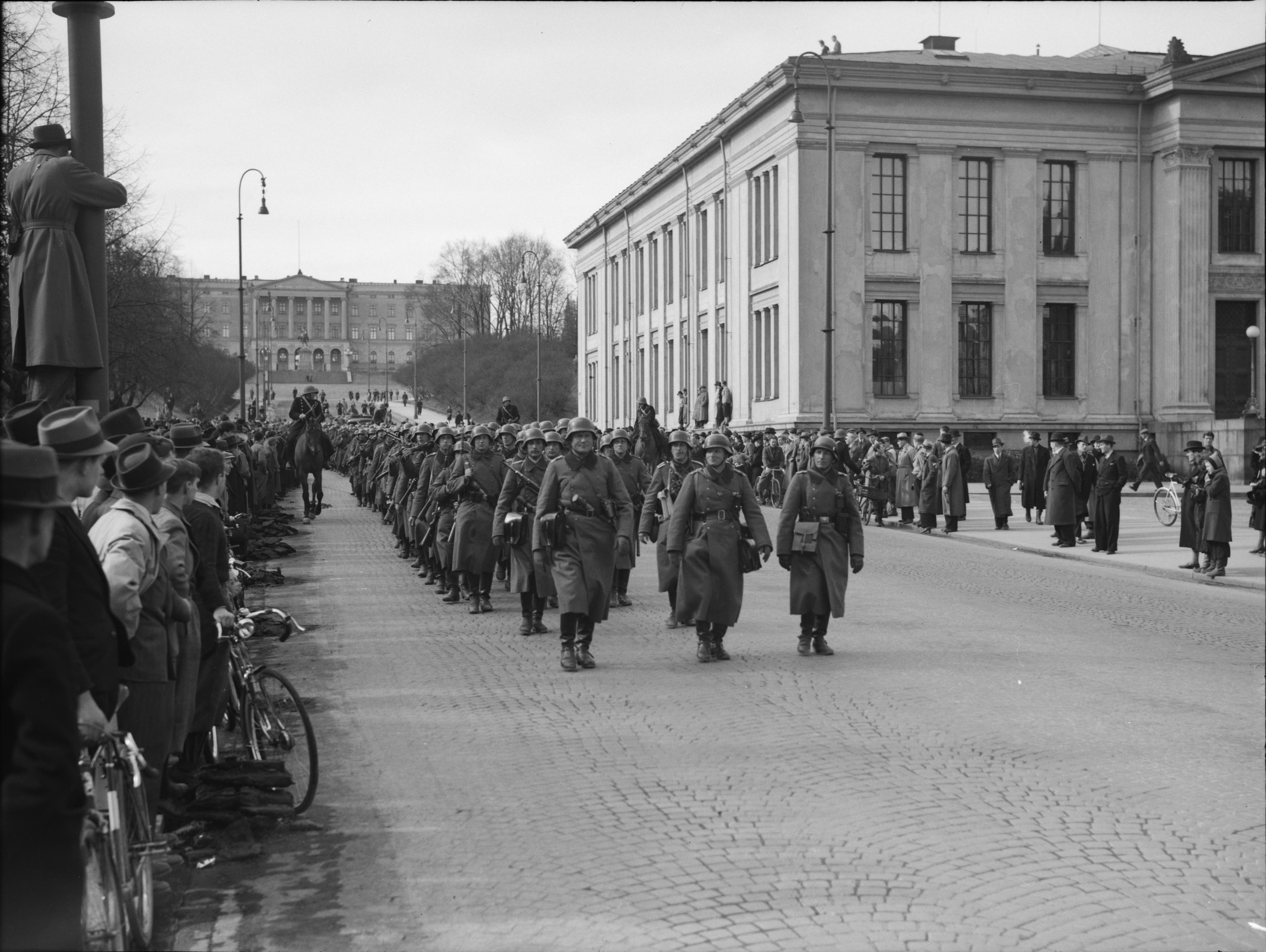
Soldați germani mărșăluind pe străzile din Oslo în prima zi a invaziei

Întârzierea acțiunilor germane a permis evacuarea familiei regale norvegien, Parlamentului și tezaurului național.
Conform planului inițial, aeroportul Fornebu trebuia cucerit de parașutiști într-o oră de la aterizarea primilor soldați. Primul val de parașutiști s-a rătăcit datorită ceții. Cu toate acestea, al doilea val de parașutiști au cucerit aeroportul cu ușurință, apărarea acestuia fiind insuficient de puternică. Piloții avioanelor biplane Gloster Gladiator au luptat până au rămas fără muniție, după care au zburat pe diferite aeroporturi secundare. Servanții mitralierelor antiaeriene au rămas la rândul lor în scurtă vreme fără muniție. În confuzia generală, în condițiile în care toată lumea se concentra pe pregătirea pentru zbor a avioanelor de vânătoare, nimeni nu a avut grijă să asigure aprovizonarea cu muniție pentru armele de infanterie. Când aeroportul Fornebu a fost cucerit în sfârșit, germanii înregistraseră ca pierderi un singur avion Ju 52. Încercările norvegiene pentru organizarea unui contraatac au eșuat rapid. În aceste condiții, capitala Oslo a fost declarat oraș deschis și a fost rapid ocupat de germani.
Acțiunile Gruppe 6 pentru cucerirea zonei Egersund și a parașutiștilor pentru ocuparea orașului Stavanger au decurs fără incidente majore, germanii atingându-și rapid obiectivele.

#### Ocuparea Danemarcei

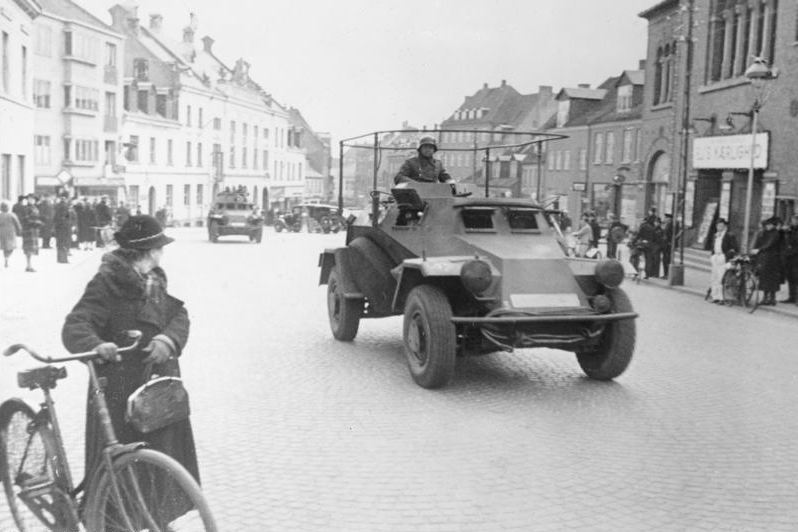
Automobile blindate în deplasare printr-un oraș danez

Planurile germane pentru invadarea și ocuparea Norvegiei se bazau pe acțiunile aviației militare. Pentru ca să asigure siguranța naviagației prin Skagerrak, strâmtoarea dintre Norvegia și Danemarca, germanii aveau nevoie de ocuparea bazele aeriene din această ultimă țară. Controlul strâmtoarii urma să prevină intervenția vaselor Royal Navy împotriva linilor de aprovizionare ale forțelor de invazie. Pentru toate acestea, ocuparea Danemarcei a fost considerată de importanță vitală, iar ocuparea aeroportului Aalborg a fost obiectivul principal.
Trupele Wehrmacht au traversat frontierea daneză în jurul orei 05:15 la 9 aprilie. Printr-o operațiune bine coordonată, trupele germane au debarcat la docurile dom Langelinie din Copenhaga, de unde au început ocuparea sistematică a orașului. În paralel, parașutiștii germani au ocupat aeroportul Aalborg. Ambasadorul german a prezentat în acest timp regelui Christian al X-lea un ultimatum. Armata daneză era puțin numeroasă, nu era pregătită de luptă și era dotată cu echipamente învechite, având efectivele concentrare în mai multe zone ale țării. Cele mai importante forțe erau soldații Gărzii Regale de la Palatul Amalienborg din Copenhaga și unitățile din vecinătatea orașului Haderslev din Jutlanda de sud. Până la ora 06:00, mica flotă militară daneză fusese scoasă din luptă și 28 de bombardiere Heinkel He 111 erau gata să își lanseze bombele asupra Copenhagăi. Regele Christian, după ce s-a consultat cu premierul Thorvald Stauning, ministrul de externe P. Munch și comandanții forțelor terestre și navale, a decis să capituleze, considerând că orice rezistență ar fi avut ca rezultat doar pierderi inutile de vieți omenești. Danemarca a captilulat la ora 08:43. Populația daneză a fost luată complet prin surprindere de trupele de ocupație. Guvernul danez și-a instruit cetățenii să coopereze cu autoritățile germane. Ocupația germană a durat până pe 5 mai 1945.
O bună parte a vaselor comerciale daneze a reușit să scape de ocupație. Președintele companiei de transport naval Mærsk, Arnold Peter Møller, și-a instruit pe 8 aprilie echipajele vaselor aflate în larg să se îndrepte spre porturile aliaților sau neutre.
În vederea prevenirii unui invazii germane, forțele britanice au ocupat Insulele Feroe pe 12 aprilie 1940, care era un „amt” (regine administrativă daneză). Insulele au fost administrate pe timpul ocupației de guvernatorul danez și parlamentul local, Løgting.

### Răspunsul aliaților
La scurt timp după aceasta, au devenit cunoscute debarcările germane de la Trondheim, Bergen și Stavanger, precum și luptele din Oslofjord. Comandanții Home Fleet au hotărât ca să nu își disperseze forțele, dat fiind că nu cunoșteau poziția cuirasatelor germane. În schimb, au hotărât să își concentreze vasele în apropiere de Bergen și să formeze o unitate de intervenție. Avioanele de recunoaștere RAF au raportat că se confruntă cu o reacție a aviației germane mai puternică decât se anticipase și cum la aceasta se adăuga bănuiala că germanii controlau deja pozițiile defensivei de coastă, comandanții britanici au hotărât să își recheme forțele și, în schimb, să ordone executarea de atacuri cu aparatele îmbarcate pe portavionul 
HMS Furious, care să lanseze torpile împotriva flotei inamice. Acest atac nu a avut loc, bombardierele germane reușind să își lanseze propriul raid împotriva vaselor Home Fleet mai înainte ca britanicii să îșî declanșeze operațiunea planificată. În timpul acestui raid a fost scufundat distrugătorul HMS Gurkha. Cum armamentul antiaerian de care dispuneau vasele britanice s-a dovedit ineficient împotriva bombardierelor inamice, Home Fleet și-a retras vasele mai la nord. Superioritatea aeriană germană din această zonă i-a convis pe britanci să lase regiunile sudice în seama submarinelor și avioanelor RAF, zona de nord urmând să fie controlată de vasele de suprafață.
În afară de debarcările germane din sudul și centul Norvegiei, Amiralitatea a fost informată prin intermediul relatărilor de presă că în Narvik se află un singur distrugător. Ca urmare, a fost emis un ordin pentru Flotilei a 2-a de distrugătoare, compusă în principal din vase de escortă din cadrul operațiunii Wilfred, să atace inamicul din Narvik. Această flotilă, aflată sub comanda căpitanului Bernard Warburton-Lee, fusese separată de HMS Renown în timpul urmăririi cuirasatelor Scharnhorst și Gneisenau, când avuseseră sarcina să păzească intrararea în Vestfjord. La ora 16:00 pe 9 aprilie, flotila a trimis un ofițer pe la mal la Tranøy 80 km vest de Narvik să afle informații de la localnici cu privire la forțele germane. Astfel s-a aflat că de fapt este vorba despre 4 până la 6 distrugătoare și un submarin. Warburton-Lee a trims aceste informații la Amiralitate. S-a căzut de acord ca britanicii să atace a doua zi, în zori, în timpul fluxului, când atacul ar fi beneficiat de pe urma factorului surpriză și navele ar fi fost ferite de minele marine. Decizia aceasta a fost întărită de un ordin al Amiralității care a fost telegrafiat în timpul nopții. 
În primele ore ale dimineții următoare, Warburton-Lee led a intrat în frunte ce vasul său HMS Hardy, urmat de alte patru distrugătoare, în Ofotfjord. La ora 04:30, el a intrat în portul Narvik împreună cu HMS Hunter și HMS Havock, lăsând HMS Hotspur și HMS Hostile să apere intrarea și să supravegheze bateriile de coastă. În condiții meteo deosebit de grele – ninsoare puternică și ceață groasă – forța lui Warburton-Lee a înaintat fără să fie descoperită. În momentul în care au intrat în radă, vasele britanice au descoperit cele cinci distrugătoare germane, asupra cărora au deschis focul. După prima trecere prin dreptul distrugătoarelor inamice, primelor trei vase ale lui Warburton-Lee li s-au alăturat Hotspur și Hostile, împreună efectuând încă două treceri. Ca urmare a tirului artileriștilor britanici, două distrugătoare germane au fost scufundate, unul a fost avariat, iar șase vase de transport au fost distruse. Comodorul german Friedrich Bonte și-a pierdut nava amiral, distrugătorul Z21 Wilhelm Heidkamp, care a fost scufundat. Flotila comandată de Warburton-Lee a părăsit portul fără să aibă avarii importante. 
La ora 06:00, Flotila a 2-a de distrugătoare se îndreptat spre intrarea în Vestfjord, când din spatele lor, dinspre Herjangsfjord, au apărut trei distrugătoare germane sub comanda lui Erich Bey. După alte câteva minute, în fața britanicilor au apărut alte două distugătoare germane, forța lui Warburton-Lee fiind încercuită. Distrugătorul Hardy a fost lovit primul și a eșuat pe țărm. Hunter a fost al doilea distrugător scos din luptă, scufundându-se după ce a primit mai multe lovituri în plin. Hotspur a fost lovit, sistemul de comandă a direcției a fost distrus, ceea ce a făcut ca distrugătorul să se ciocnească de Hunter. Hostile și Havock au reușit să iasă din încercuire în viteză, dar s-au întors ca să vină în ajutorul lui Hotspur, care se retrăgea. Vasele germane nu au încercat să urmărească distrugătoarele britanice pentru două motive – fiecare fusese avariat în diferite grade în timpul duelurilor de artilerie și, în plus, erau în criză de combustibil. În timp ce părăseau Ofotfjord, cele trei distrugătoare britanice valide au reușit să scufunde vasul german de aprovizonare Rauenfels.

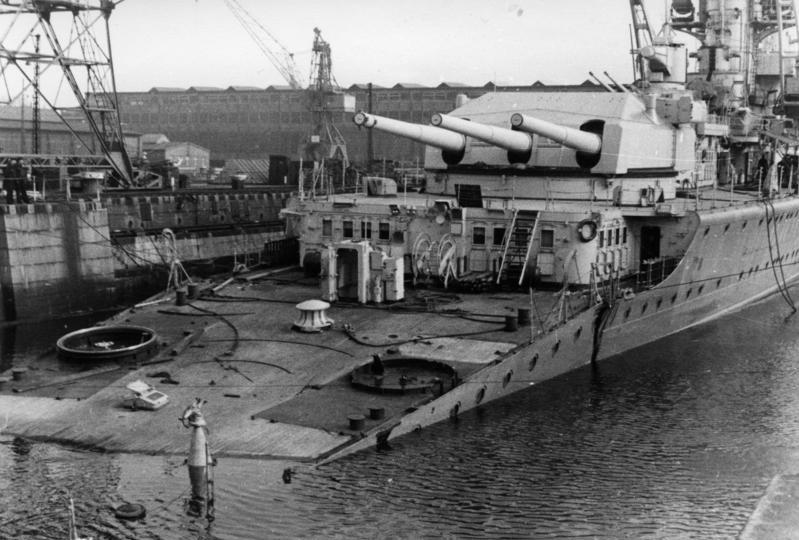
Crucișătorul greu Lutzow în portul Kiel după ce a fost torpilat de submarinul britanic HMS Spearfish pe drumul de întoarcere din Norvegia

La scurtă vreme după prima bătălie de la Narvik, alte două vase germane au fost scufundate de britanici. În noaptea de 9/10 aprilie, submarinul HMS Truant a interceptat și scufundat crucișătorul ușor Karlsruhe la scurtă vreme după ce acesta părăsise Kristiansand. Pe 10, avioanele marinei au executat un raid la mare distanță decolând de la baza din Hatston de pe Insulele Orkney împotriva vaselor militare germane din portul Bergen. Bombardamentul aerian a dus la scufundarea crucișătorului ușor Königsberg. Acesta a fost primul vas militar important scufundat de un atac al aviației în timpul războiului mondial.
Pe 10 aprilie, Furious și cuirasatul HMS Warspite s-au alăturat Flotei Metropolitane (Home Fleet). Tot în această zi a fost executat un al doilea raid împotriva vaselor flotei germane. A fost atacat portul Trondheim, britanicii sperând să poată scufunda crucișătorul Admiral Hipper. Atunci când a fost lansat acest raid, Admiral Hipper reușise să scape de vasele inamice care încercau să îl împiedice să părăsească portul și era deja în deplasare spre Germania. Britanicii au bombardat restul vaselor din Trondheim, fără să reușească să lovească vreunul. 
Mai la sud, în noaptea zilei de 11 aprilie, submarinul HMS Spearfish a reușit să avarieze grav curcișătorul Lützow. Lützow avea să fie imobilizat în șantierul naval pentru reparații pentru următoarele 12 luni. 
Când și-au dat seama că cele mai importante vase ale marinei germane au reușit să părăsească apele teritoriale norvegiene, Home Fleet și-a îndreptat forțele spre Narvik, unde spera să atace restul distrugătoarelor. În timpul deplasării, vasele britanice au fost hărțuite de bombardierele germane, fiind nevoite să se îndepărteze de continent. Pe 12 aprilie, britanicii s-au apropiat suficient de mult de Narvik, astfel încât să se poată declanșa un raid al avioanelor îmbarcate pe Furious. Rezultatele atacului aerian au fost nesatisfăcătoare și s-a hotărât efectuarea unui bombardament naval. Cuirasatul Warspite și un grup naval puternic de escortă sub comanda lui Whitworth au primit misiunea să atace Narvikul. 

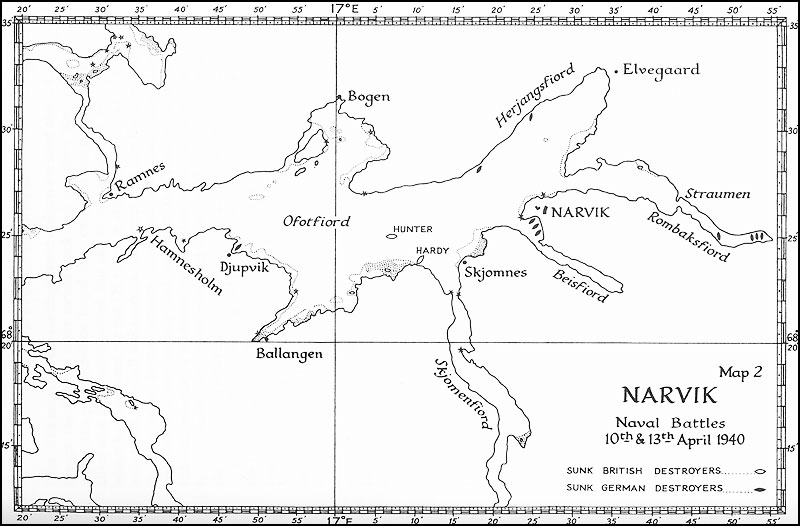
bătăliile navale britanico-germană de la Narvik pe 10 și 13 aprilie

În dimineața zilei de 13 aprilie, forța aflată sub comanda lui Whitworth a intrat în Vestfjord. Pentru ghidarea grupului a fost folosit avionul de cercetare de la bordul cuirasatului Warspite. În timp ce își executa misiunea de ghidare, avionul de cercetare a identificat două distrugătoare germane și atacat și scufundat un submarin inamic – prima acțiune de acest fel. 
Distrugătoarele din escorta lui Warspite s-au deplasat cu 5 km în fața cuirasatului și au primele care au intrat în luptă cu vasele inamice, care le venise în întâmpinare, declanșându-se astfel cea de-a doua bătălie de la Narvik. Deși niciuna dintre tabere nu a reușit să provoace inamicului avarii importante, vasele germane au fost obligate să se retragă treptat la adăpostul portului, în principal datorită crizei de muniție. În jurul prânzului, cele mai multe vase germane încercau să fugă prin Rombaksfjord. Excepția a făcut doar distrugătorul Z19 Hermann Künne, care a fost eșuat de echiapjul său, după care a fost distrus de distrugătorul HMS Eskimo. Patru distrugătoare britanice au continuat urmărirea vaselor gemane prin Rombaksfjord. Eskimo a fost avariat de tirurile artileriei navale inamice, dar în scurtă vreme situația germanilor s-a dovedit fără speranță, datorită epuizării muniției și combustibilului. Când au fost în sfârșit încolțite de inamic, vasele germane au fost abandonate de echipaje, care mai înainte de plecare și-au sabordat navele. La ora 18:30, distrugătoarele britanice au făcut calea întoarsă, după ce curățaseră fiordul de prezența vaselor germane. 

## Situația norvegienilor
Invazia germană și-a atins în mare parte obiectivele. Asaltul a fost executat simultan și forțele norvegiene au fost luate prin surprindere. În favoarea germanilor a funcționat și ordinul guvernului norvegian pentru mobilizarea parțială, nu generală. Au existat și neîmpliniri pentru germani. Respingerea acțiunii Gruppe 5 din Oslofjord a oferit un răgaz suficient autorităților care au reușit să evacueze familia regală și guvernul la Hamar. Odată cu evacuarea guvernului, Vidkun Quisling a acționat, preluând controlul asupra unui post de emisie radio de unde a anunța preluarea puterii și autoproclamarea sa ca prim-ministru. Comunicatul cu privire la preluarea puterii și lista noilor miniștri au fost făcute la ora 19:32. Acest guvern condus de Quisling a funcționat până pe 15 aprilie, când a fost numit un  Consiliu administrativ de către Curtea Supremă a Norvegiei. Ca urmare, Quisling a demisionat.

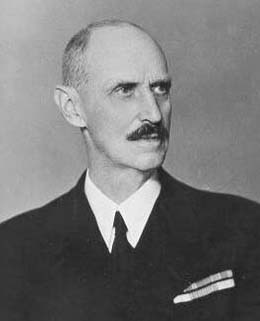
Forțele germane au încercat să îl captureze, eventual să îl ucidă, pe regele de 67 de ani al Norvegiei, Haakon al VII-lea. Regele a refuzat să accepte termenii de capitulare impuși de germani, declarând că este gata să abdice dacă guvernul alegea să capituleze

În seara zilei de 9 aprilie, guvernul norvegian s-a muta la Elverum, considerând că Hamar este o poziție nesigură. Toate cererile germane au fost respinse, iar membrii parlamentului au votat așa-numita  „Autorizație Elverum”, prin care guvernul primea puteri sporite pentru luarea deciziilor până când Parlamentul ar fi putut să fie convocat în condiții normale. De asemenea, guvernul era împuternicit să continue negocierile cu germanii, fiind stabilită o întâlnire pentru a doua zi. Colonelul Otto Ruge, Inspectorul general al trupelor de infanterie norvegiene, a ordonat organizarea unei baricade la Midtskogen, 110 km (68 mi) nord de Oslo. Pozițiile norvegiene de la Midtskogen au fost atacate de un mic detașament german comandat de atașatul militar al Ambasadei germane, Eberhard Spiller, care era în urmărirea regelui norvegian, Haakon al VII-lea. A avut loc o luptă scurtă, iar germanii s-au retras după ce Spiller a căzut în luptă. Pe 10 aprilie, negocierile norvegiano-germane s-au încheiat fără niciun rezultat după ce delegația norvegiană condusă de rege a refuzat să accepte cererea germanilor de recunoaștere a noului guven prezidat de Quisling. Tot în această zi, populația a intrat în panică în capitala Oslo sub ocupație germană după ce au început să circule zvonuri cu privire la un iminent atac al bombardierelor britanice. Populația orașului a fugit în zona rurală din vechinătate și nu s-a reîntors în oraș decât seara sau a doua zi. Evenimentul a rămas cunoscut ca „ziua panicii”. Zvonuri asemănătoare a dus la panică în masă în Egersund și alte orașe port ocupate. Originea zvonurilor nu a fost niciodată descoperită.

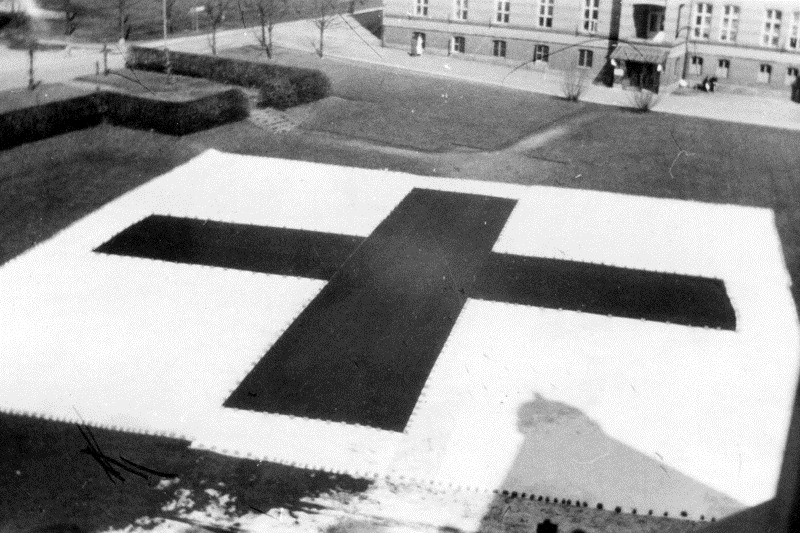
Un steag de mari dimensiuni al Crucii Roșii plasat în fața spitalului Ullevål pe 10 aprilie 1940

Pe 11 aprilie, la o zi după eșuarea negocierilor germano-norvegiene, Elverumul a fost atacat de 19 bombardiere germane. După două ore de bombardament, centrul orașului a fost transformat în ruine, iar 41 de oameni au fost uciși. În aceeași zi, 11 bombardire ale Luftwaffe au atacat orașul Nybergsund. Germanii au încercat în timpul bombardamentului să îi ucidă pe rege, pe moștenitorul tronului și membrii guvernului.
Unul dintre ultimele acte ale autorităților norvegiene mai înainte de dizolvare a fost promovarea pe 10 aprilie la gradul de general maior și numirea în funcția de Comandant general al armatei norvegiene a lui Otto Ruge, însărcinat cu coordonarea rezistenței împotriva invadatorilor germani. Ruge îl înlocuia în această funcție pe generalul de 65 de ani Kristian Laake, cel care fusese criticat pentru atitudinea pasivă în primele ore ale invaziei. Unii dintre mebrii guvernului norvegian îl considerau pe Laake de-a dreptul defetist. Odată cu numirea lui Ruge au fost date ordine clare pentru oprirea înaintării germanilor. Dat fiind că germanii controlau marile orașe, porturi și aeroporturi, ca și cele mai mutle depozite ale armatei și rețelele de comunicații, lupta deschisă cu germanii era imposibilă. Ruge a hotărât în schimb că singura soluție era întârzierea înaintării germane până când veneau întăriri din Anglia și Franța.
Pe 11 aprilie, după ce a primit întăriri în Oslo, generalul Falkenhorst a reînceput ofensiva. Obiectivul său era să facă legătura dintre diferitele forțe germane care ocupau zone izolate mai înainte ca norvegienii să se mobilizeze sau ca aliații să trimite ajutoare masive în țară. Primul său obiectiv era să asigure siguranța zonei fiorudului Oslo. Următorul obiectiv era ca, folosind infanteriștii diviziilor a 163-a și 196-a să stabilească contactul cu forțele germane de la Trondheim.

## Campania terestră
Când natura invaziei germane a devenit evidentă pentru planificatorii militari britanici, aceștia au început pergătirile pentru un contraatac. Între comandanții diferitelor arme britanice au apărut disensiuni cu privire la obiectivele atacului. Comandanții forțelor terestre, după ce s-au sfătuit cu Otto Ruge, doreau să ia cu asalt Trondheimul în Norvegia centrală, în vreme ce Churchill insista asupra cuceririi Narvikului. Până la urmă s-a ajuns la un compromis – urmau să fie trimise trupe în ambele zone. Amiralul William Boyle a fost numit la comanda operațiunilor aliate.

### Campania din Østlandet (Norvegia Răsăriteană)

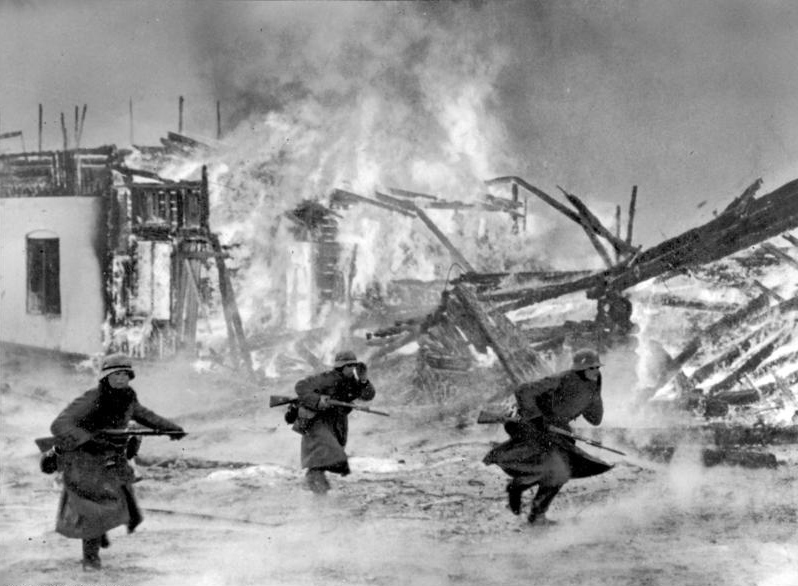
Infanteriștii germani atacând printr-un sat norvegian incendiat

După numirea lui Ruge în funcția de Comandant general pe 10 aprilie, strategia norvegiană a fost să lupte pentru întârzierea înaintării germanilor spre nord, dinspre Oslo spre Trondheim. Principalul efort al norvegienilor în Østlandet era să acorde aliaților un răgaz suficient ca aceștia din urmă să recucerească Trondheimul și să organizeze o contraofensivă împotriva forțelor principale germane din regiunea capitalei Oslo. Regiunea din jurul Oslofjord era apărată de Divizia I, comandată de generalul Carl Johan Erichsen. Apărarea restului regiunii Østlandet era acoperită de Divizia a 2-a comndată de generalul Jacob Hvinden Haug. Dat fiind faptul că mobilizarea trupelor s-a făcut în condițiile invaziei străine, împotriva germanilor au fost trimise unități norvegiene improvizate. Câteva dintre aceste unități erau conduse de ofițeri special aleși de Ruge să îi înlocuiască pe acei comandanți care nu arătaseră suficientă inițiativă și un grad înalt de agresivitate în primele zile ale campaniei. Ofensiva germană care urmărea realizarea joncțiunii forțelor lor din Oslo cu cele din 
Trondheim a început pe 14 aprilie cu înaintarea spre văile Gudbrandsdalen și Østerdalen. Hønefoss a fost primul oraș de la nord de Oslo care a fost ocupat de forțele germane. La nord de Hønefoss, germanii au început să întâlnească o rezistență mai serioasă din partea norvegienilor. Primele acțiuni ale norvegienilor au vizat încetinirea înaintării germanilor, pentru ca mai apoi să fie organizate acțiuni defensive. În timpul unor lupte intense, cu pierderi grele din ambele tabere, Regimentul al 6-lea de infanterie norvegiană a reușit pe 15 aprilie să stopeze pentru un timp înaintarea germană în satul Haugsbygd. Geramnii au străpuns apărarea norvegiană de la Haugsbygd a doua zi, după ce pentru prima oară în timpul acestui conflict au fost implicate tancurile în luptă. Cum nu dispuneau de armament antitanc, soldații norvegieni nu au putut să oprească atacul blindatelor.

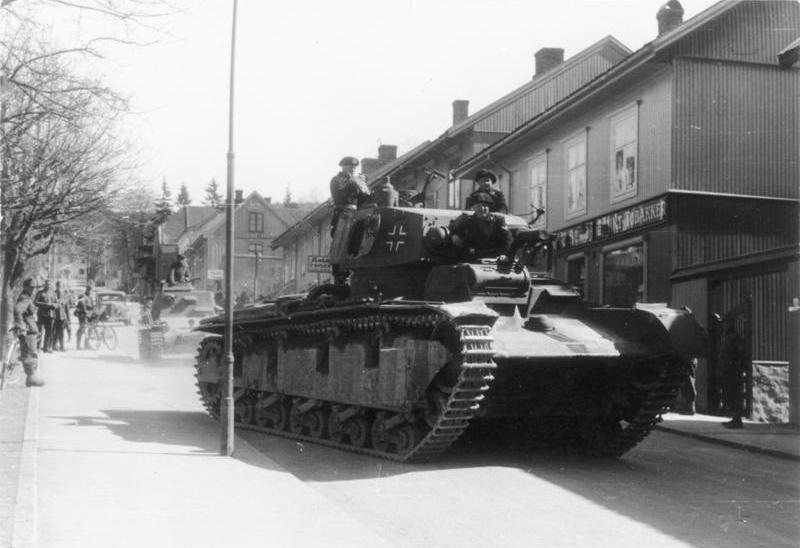
Un tanc greu Neubaufahrzeug înaintează pe străzile din Lillehammer în aprilie 1940

Planurile defensive norvegiene au început să se prăbușească deja pe 13 și 14 aprilie, când 3.000 de soldați din Divizia I din Østfold s-au evacuat fără ordine în Suedia, unde au fost internați pe durata războiului. În aceeași zi în care soldații Diviziei I au început să traverseze frontiera cu Suedia, două batalioane de infanterie din Regimentul al 3-lea din tabăra militară Heistadmoen din Kongsberg au capitulat. Divizia a 3-a, comandată de generalul Einar Liljedahl, care avea sarcina apărării regiunii Sørlandet  (Norvegia de Sud), a capitulat în Setesdal pe 15 aprilie, fără să fi fost o singură zi implicată în luptă. germanii au luat cu această ocazie cam 2.000 de prizonieri. După ce francezii și britanicii au abandonat pe 20 aprilie planurile pentru recucerirea orașului Trondheim și a regiunii adiacente, planurile lui Ruge nu au mai avut nicio susținere.
După anularea planurilor aliate pentru recucerirea orașuli Trondheim, forțele britanice care debarcaseră în Åndalsnes s-au mutat în Østlandet (Norvegia de Est). Pe 20 aprilie, trei semi-batalioane britanice se mutaseră spre sud la Fåberg, în apropiere de Lillehammer. Principalele forțe britanice desfășurate în regiunea Østlandet în aprilie 1940 erau rezerviștii din Regimentul al 148-lea de infanterie și militarii profesioniști din Brigada a 15-a de infanterie. Într-o serie de lupte cu forțele britanico-norvegiene din următoarele câteva săptămâni, germanii i-au împins pe aliați spre nord, spre valea Gudbrandsdal. Cele mai grele lupte s-au dat la Tretten, Fåvang, Vinstra, Kvam, Sjoa și Otta. Alte forțe germane au reușit să străpungă defensiva norvegiană de pe văile Valdres și Østerdalen.

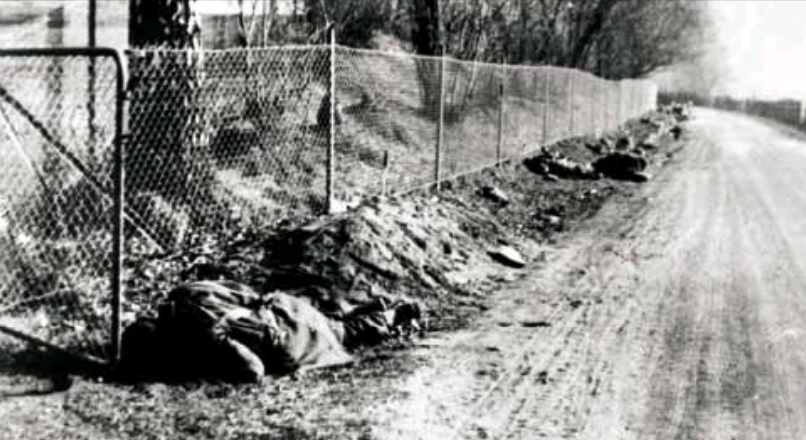
Infanteriști britanici din regimentul „Green Howards” morți după luptele de la Otta, 28 aprilie 1940

În timpul înaintării dinspre Oslo spre nord, germanii au spart liniile defensive norvegiene folosindu-se de bombardamentele aviației. Bombardierele în picaj Junkers Ju 87 s-au dovedit foarte eficiente pentru demoralizarea trupelor norvegiene care încercau să oprească înaintarea germană. Forțele norvegiene nu dispuneau practic de armament antiaerian, iar avioanele germane au acționat fără să întâmpine vreo rezistență. De asemenea, din cauza lipsei armamentului antitanc, blindatele germane nu au întâmpinat vreo rezistență din partea norvegienilor în această campanie. Escadrila nr 263 RAF de avioane de vânătoare și-a stabilit baza pe lacul înghețat Lesjaskogsvatnet pe 24 aprilie într-o încercare de reducere a supremației aeriene germane, dar cele mai multe aparate de zbor britanice au fost distruse de un raid germane de pe 25 aprilie. Cele patru avioane Gladiator care nu au fost distruse în acest raid au fost evacuate la baza de la Setnesmoen de lângă Åndalsnes doar pentru ca să fie scoase din luptă până la sfârșitul zilei de 26 aprilie. Baza Setnesmoen a fost bombadată și făcută impracticabilă bombardamentul Luftwaffe de pe 29 aprilie.

### Colapsul forțelor norvegiene din Sørlandet
După cucerirea localității Kristiansand de pe 9 aprilie de către un batalion german, civilii norvegieni au primit permisiunea să se evacueze. În același timp, germanii s-au repoziționat pentru asigurarea securității din jurul Kristiansandului. După câteva zile de confuzie și episoade de panică, în ciuda lipsei oricăror lupte, 2.000 de soldați norvegieni din Divizia a 3-a din Setesdal au capitulat necondiționat pe 15 aprilie.

### Campania din Vestlandet (Norvegia de Vest)

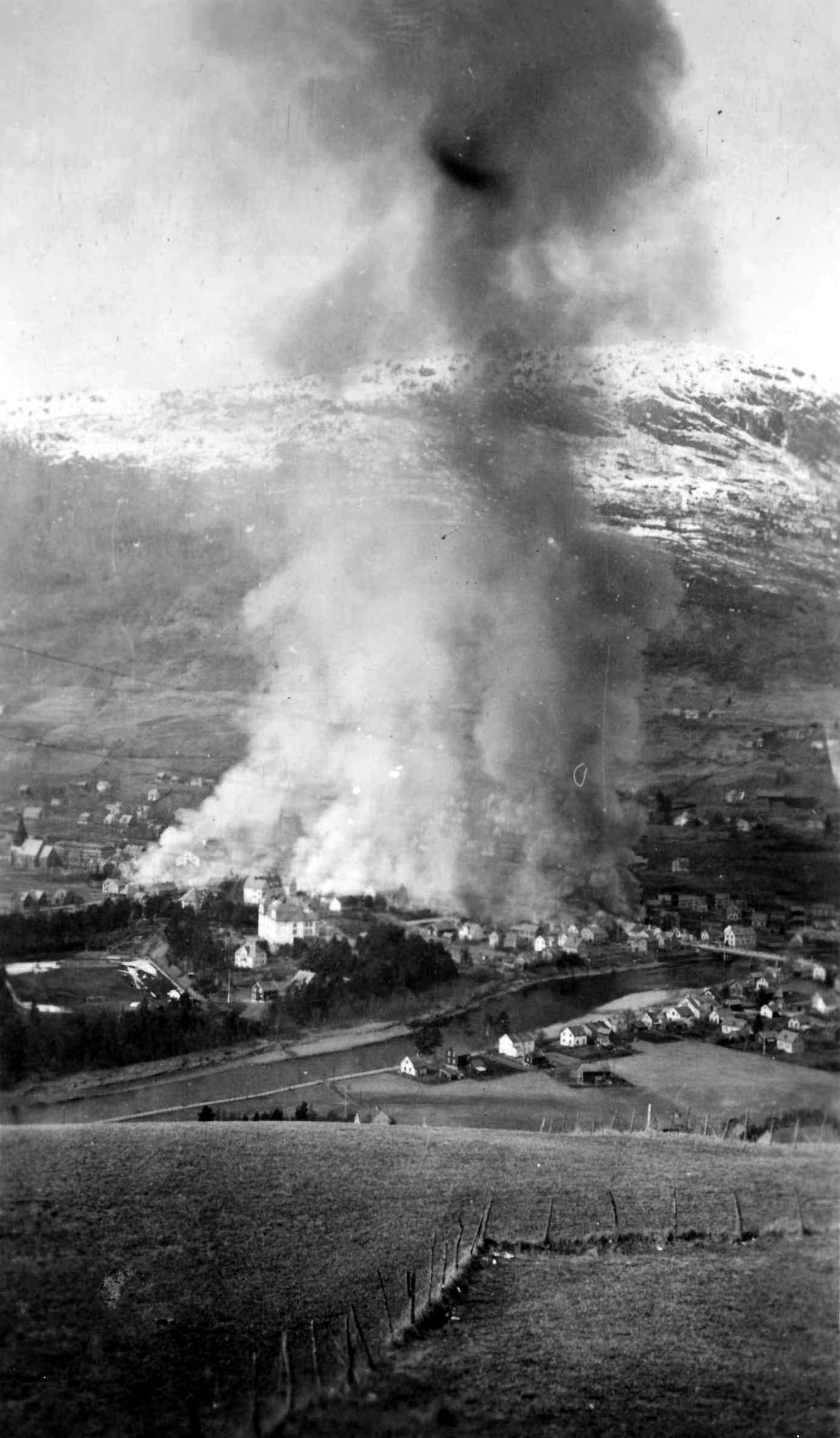
Bombardarea orașului Voss de către germani

Orașele importante Bergen și Stavanger au fost ocupate de germani pe 9 aprilie. Cei 2.000 de soldați germani au ocupat Bergenul și depozitele armatei de aici. Mica garnizoană din Bergen s-a retras spre est, aruncând în aer în timpul deplasării două poduri de cale ferată și secțiunile de drum străbătute. În ciuda înfrângerilor de până atunci, generalul William Steffens a ordonat mobilizarea tuturor forțelor din regiune. Divizia a 4-a de infanterie cu efective de 6.000 de militari a fost mobilizată în jurul orașului Voss din Hordaland. Aceasta a fost singura divizie care a fost mobilizată complet și în completă ordine. Norvegienii au reușit într-o primă fază să respingă atacul inițial german efectuat de-a lungul căii ferate Bergen, care lega regiunile de est și vest ale țării.
După ce trupele norvegiene din nord (Divizia a 5-a) au asigurat acoperirea debărcării aliate de la Åndalsnes, Steffens a conceput un plan de contraofensivă pentru recucerirea Bergenului. Divizia a 4-a dispunea în acel moment de 6.361 de soldați și 554 de cai. Planurile generalului Steffens au fost anulate atunci când comandantul suprem, generalul Ruge, a ordonat pe 16 aprilie ca cea mai mare parte a forțelor diviziei să fie redispuse la Valdres și Hallingdal, pentru întărirea frontului principal din estul Norvegiei. După această mutare, forțele rămase în Vestlandet au avut ca sarcină împiedicarea înaintării germanilor dinspre Bergen. Forțele navale norvegiene, organizate în trei comandamente regionale de către amiralul Tank-Nielsen, au împiedicat pătrunderea vaselor militare germane în Hardangerfjord și Sognefjord. Forțele Navale Regale Norvegiene dispuneau de 17 – 18 vase de război și 5 – 6 avioane în vestul Norvegiei după cucerirea de către germani a orașului Bergen. După ce Luftwaffe a bombardat și a provocat mari distrugeri în Voss și regiunea înconjurătoare în perioada 23–25 aprilie, germanii au cucerit orașul pe 26 al aceleiași luni.
După pierderea Vossului, generalul Steffens a evacuat restul foțelor de care mai dispunea spre nord, trupele sale părăsind malul sudic al Sognefjord, cu excepția unui mic contingent de la Lærdal. Steffens și-a stabilit noul cartier general la Førde de unde a început pregătirile pentru apărarea regiunii Sogn og Fjordane. Pe 30 aprilie a fost emis un comunicat de la cartierul general al comandantului Otto Ruge prin care se aducea la cunoștința trupelor evacuarea forțelor aliate, a regelui și a comandamentului armatei din sudul Norvegiei. În aceste condiții în care nu se putea aștepta la niciu ajutor din partea aliaților sau a altor unități norvegiene, generalul Steffens a ordonat pe 1 mai 1940 demobilizarea trupelor sale. Forțele germane aflate în înaintare au fost informate cu privire la situația norvegienilor și au acceptat să le permită demobilizarea fără să încerce să le atace sau să ia prizonieri. În noaptea de 1 spre 2 mai, Steffens a plecat împreună cu câțiva colaboratori la Tromsø la bordul a trei avioane ale marinei, punând practic campaniei din această regine. La luptele din Hordaland și Sogn og Fjordane nu a participat nici un soldat britanic sau francez. Alte două avioane au zburat spre Regatul Unit, unde au fost imediat preluat pentru reparații și întreținere. Deși vasele marinei militare au primit ordinul de evacuare spre Regatul Unit sau Norvegia de Nord, doar vasul auxiliar HNoMS Bjerk și HNoMS Steinar au respectat ordinele, primul ajungând în Anglia, iar al doilea în Nord-Norge. Celelalte nave nu au respectat ordinul din cauza dezertărilor în masă ale membrilor echipajelor sau a hotărârii unor comandanți, care au preferat să își demobilizeze echipajele în loc să riște efectuarea unei călătorii plină de primejdii până în reginile controlate de aliați. ultimele forțe norvegiene din nord au fost demobilizate pe 18 mai în Florø.

### Campania din Midt-Norge

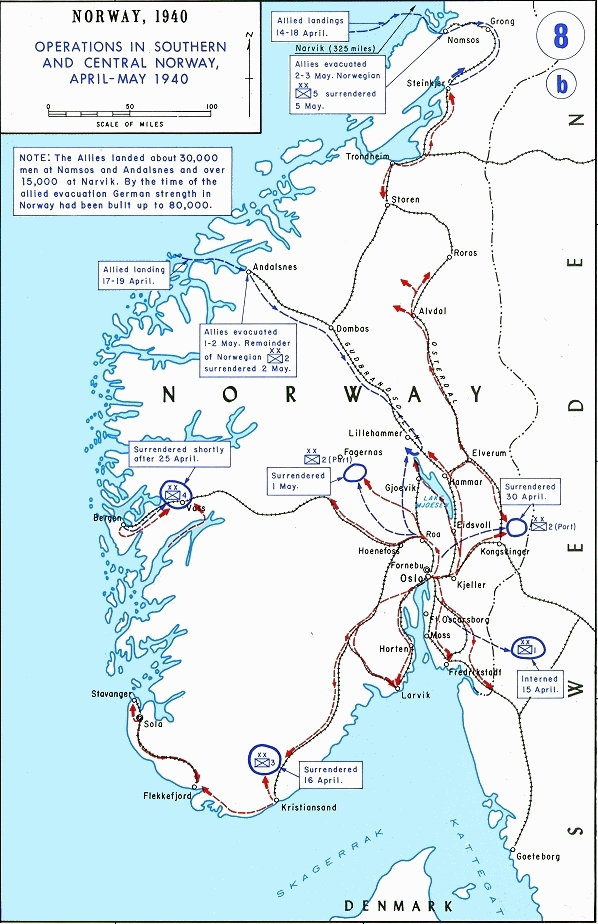
Operațiunile militare terestre din sudul și centrul Norvegiei în aprilie și mai 1940

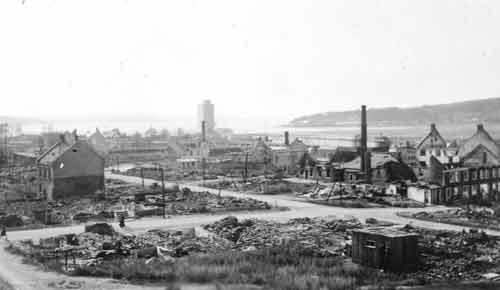
Orașul Steinkjer în ruine după bombardamentul german

Planurile originale ale aliaților pentru campania din Midt-Norge (Norvegia Centrală) prevedeau desfășurarea unui atac pe trei coloane împotriva Trondheimului, în vreme ce norvegienii ar fi blocat înaintarea forțelor germane dinspre sud. Operațiunea a primit numele de cod  „Hammer” și prevedea debarcările de la Namsos, Åndalsnes și în apropiere de Trondheim. Acest plan a fost schimbar în scurtă vreme, planificatorii militari aliați considerând că un asalt direct împotriva Trondheimului ar fi prea riscant, fiind preferate acțiuni mai puternice pe flancurile sudic, respectiv nordic.
Pentru ca să blocheze debarcările aliate la care germanii se așteptau, Oberkommando der Wehrmacht a ordonat unei companii de parașutiști (Fallschirmjäger) să ocupe intersecția rutieră și de cale ferată din nordul văii Gudbrandsdal. Militarii germani au fost parașutați pe 14 aprilie și au reușit să blocheze calea ferată și drumurile timp de cinci zile. Pe 19 aprilie, parașutiștii germani s-au predat forțelor norvegiene care îi încercuiseră.
O unitate de avangardă britanică a sosit la Åndalsnes pe 12 arpilie. Debarcarea principală de la Sickleforce, în care a fost implicată în principal Brigada a 148 de infanterie (general Bernard Paget), a avut loc pe 17 aprilie. Debarcarea aliată a fost facilitată de mobilizarea cu succes a trupelor norvegiene din regiune.
În primele ore ale zilei de 14 aprilie, Brigada a 146-a de infanterie ( „Mauriceforce” comandată de generalul Adrian Carton de Wiart) a început debarcarea în portul Namsos. În timpul deplasării la obiectiv, infanteriștii au fost transferați de pe vasele de mare tonaj pe distrugătoare datorită adâncimii mici a apelor din fiordul care ducea la Namsos. În timpul transferului, care s-a făcut într-un mod dezorganizat, o mare parte a proviziilor și statul major au fost mutați pe vasul greșit. 

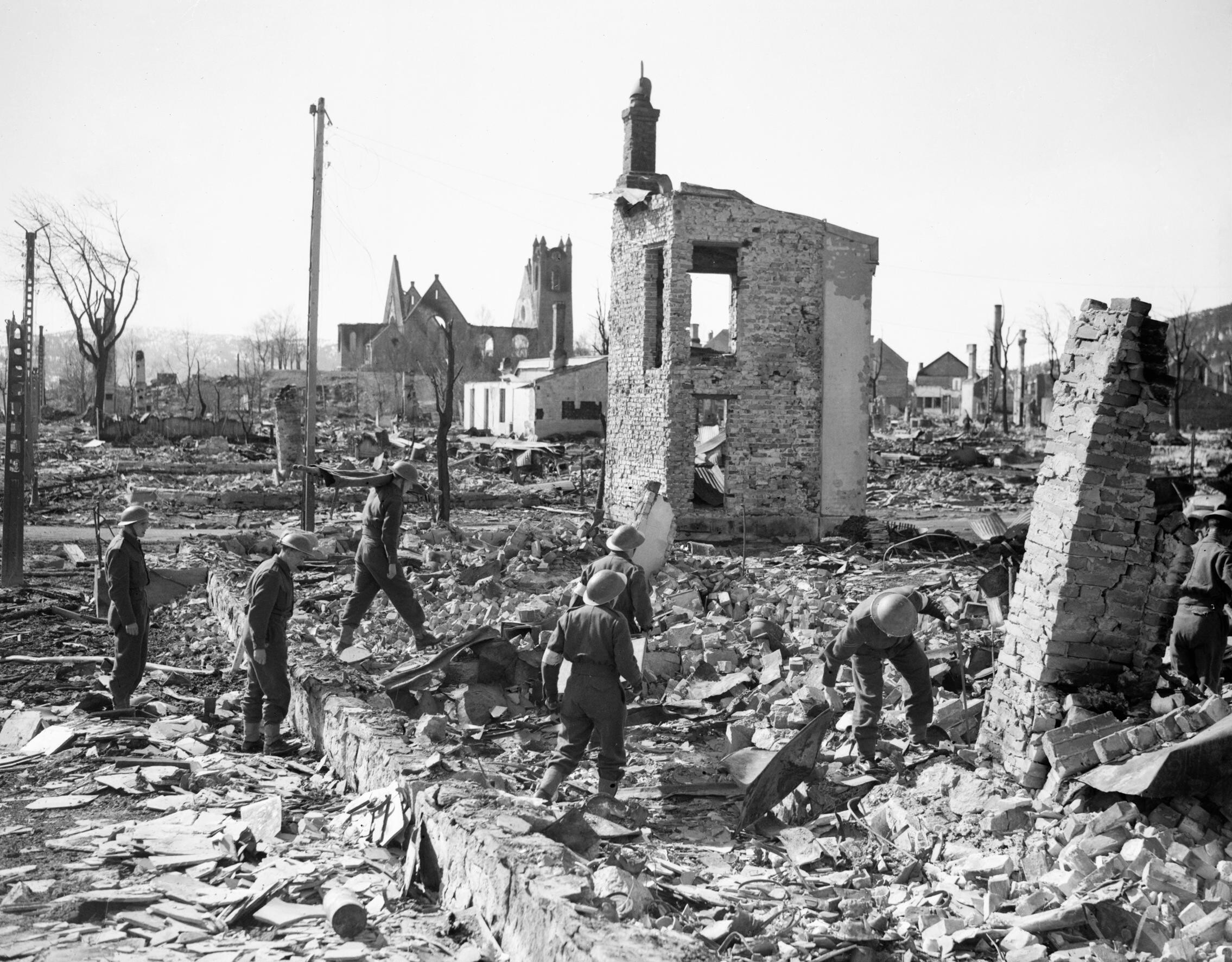
Militarii britanici deplasâdu-se printre ruinele orașului Namsos, aprilie 1940

O altă problemă a acestei forțe a fost lipsa sprijinului aerian și a armamentului antiaerian eficient, lipsă de care a profitat din plin Luftwaffe, care nu a avut nicio problemă în atacarera forțelor de la sol. Pe 17 aprilie, britanicii au început deplasarea dinspre Namsos spre pozițiile din jurul satului Follafoss și a orașului Steinkjer. Trupele franceze au ajuns la Namsos în seara zilei de 19 aprilie. Pe 20 aprilie, bombardierele germane au bombardat orașul Namsos, distrugând aproape în întregime casele din centrulorașului, magaziile cu proviziile aliaților, lăsându-l pe comandatul francezilor de Wiart fără baza de operațiuni. Chiar și în aceste condiții, el a hotărât să se deplaseze cu forțele de sub comanda sa 130 km în interiorul țării spre Steinkjer, unde a făcut joncțiunea cu Divizia a 5-a norvegiană. Atacurile aeriene neîntrerupte ale germanilor i-au împiedicat pe aliați să declanșeze orice acțiune ofensivă. Pe 21 aprilie, Mauriceforce a fost atacată de Divizia a 181-a (Wehrmacht) plecată dinspre Trondheim. Din cauza acestor atacuri, de Wiart a fost forțat să se retragă, controlul asupra localității Steinkjer fiind preluat de germani. În zilele de 21 și 22 aprilie, Steinkjer a fost bombardat de Luftwaffe, orașul fiind ruinat în proporție de 80%, 2.000 de locuitori rămânând fără locuințe. Pe 24 aprilie, Steinkjer și regiunea învecinată se aflau sub controlul ferm al germanilor.

### Sfârșitul luptelor din centrul și sudul Norvegiei

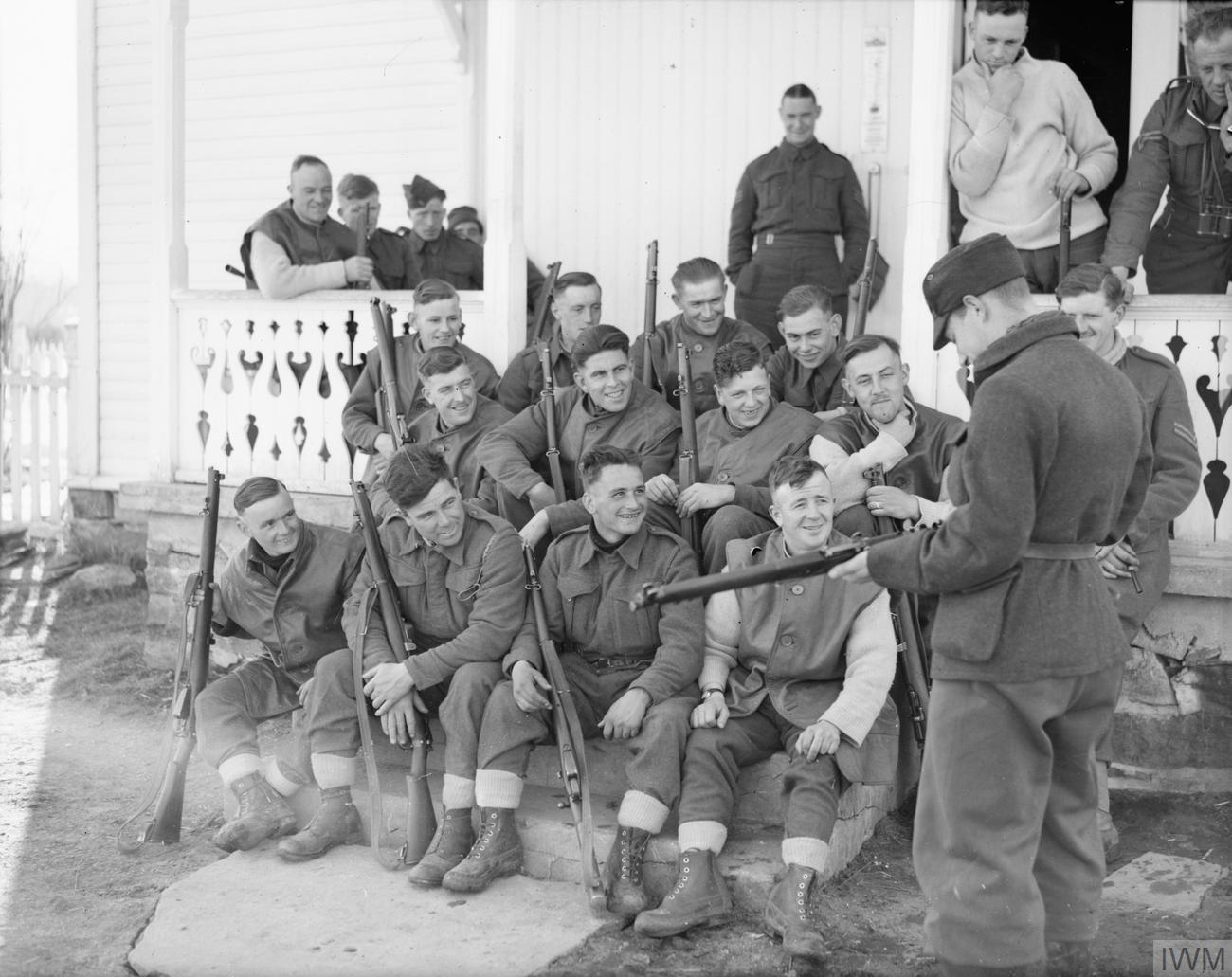
Infanteriști britanici ai Regimentului al 4-lea Lincolnshire la Skage, odihnincu-se după efectuarea unui marș de 90 km peste munți ca să scape de încercuire (aprilie 1940). Un soldat norvegian (cu spatele) exemaninează pușca din dotarea britanicilor

Pe 28 aprilie, cu ambele grupuri aflate sub atacul constant al germanilor, comandanții aliați au decis să retragă fortele franceze și britanice din regiunile de sud și centrală ale Norvegiei. Retragerea franco-britanicilor a fost acoperită de norvegieni, care au fost mai apoi demobilizați, ca să se evite căderea lor în prizonierat. Pe 30 aprilie, forțele germane din Oslo și Trondheim au făcut joncțiunea.
Pe 28 și 29 aprilie, portul fără apărare Kristiansund a fost bombardat puternic de Luftwaffe. De asemenea, a fost bombardat și portul Molde, aici aflându-se refugiați guvernul norvegian și regele. În ultimele zile ale lunii aprilie, Ålesund a fost la rândul lui puternic bombardat de aviația germană.
„Sickleforce” a reușit să se reîntoarcă la Åndalsnes, reușind să se retragă pe 2 Mai la ora 02:00, cu doar puțin înainte ca Divizia a 196-a germană să ocupe portul. Acest port norvegian fusese bombadat puternic între 23 și 26 aprilie, iar încendiile provocate de germani au fost stinse doar pe 27 aprilie. Satul Veblungsnes și zona din jurul stației de tren Åndalsnes au suferit cele mai mari distrugeri. În momentul în care a fost ocupat de germani, Åndalsnes era distrus în proporție de 80%. Mauriceforce a fost evacuată în totalitate, dar cu întârziere din cauza ceței, pe 2 mai, chiar dacă două dintre vasele repartizate acestei acțiuni, distrugătorul francez Bison și cel britanic Afridi au fost scufundate de bombardierele în picaj Junkers Ju 87.
Rezistența organizată a norveginilor în zonele de centru și sudică ale Norvegiei a încetat pe 5 mai, odată cu capitularea garnizoanei fortăreței Hegra (din regiunea Sør-Trøndelag) și a forțelor din satul Vinjesvingen (din regiunea Telemark).
Eșecul campaniei din centrul Norvegiei – cu șansele irosite și cu succesele plătite greu – poate fi pusă în sarcina lui Winston Churchill , Prim Lord al Amiralității, este considerată principala cauza a dezbaterilor parlamentare (Norway Debate). În timpul acestei dezbateri, numeroși parlamentari conservatori refuzat să-l sprijine pe  primul-ministru Neville Chamberlain, ceea ce a dus la demisia lui și numirea în această funcție a lui Winston Churchill .
După ce au fost evacuați din Molde în timpul bombardamentelor aeriene germane de pe 29 aprilie, regele Haakon al VII-lea și membrii guvernului au ajuns în nordul Norvegiei Tromsø  pe 1 mai. Pentru câteva săptămâni, Tromsø a fost capitala de facto a Norvegiei și sediul guvernului și al regelui.

### Campania din Nord-Norge

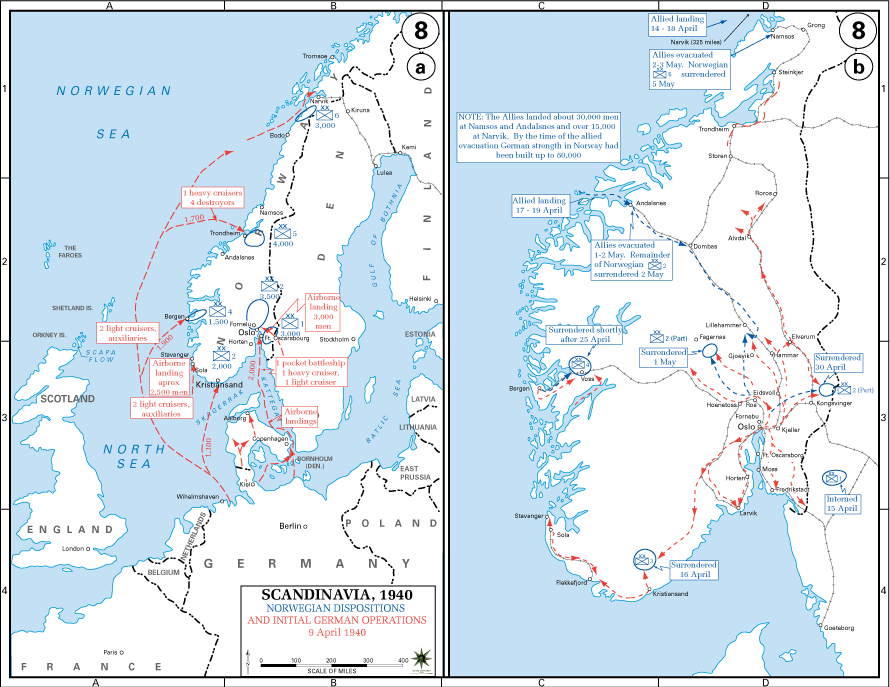
Debarcările inițiale ale germanilor și aliaților în sudul, centrul și nordul Norvegiei în aprilie 1940

În regiunea de nord a Norvegiei (Nord-Norge), Divizia a 6-a comandată de generalul Carl Gustav Fleischer a trebuit să facă față invaziei germane de la Narvik. După invazie, generalul Fleischer și-a asumat funcția de comandant al tuturor forțelor din nord. Contraofensivă norvegiană împotriva pozițiilor germane de la Narvik a fost influențată negativ de decizia lui Fleischer de păstrare a unor efective importante pentru apărarea districtului Øst-Finnmark împotriva unui posibil atac al sovieticilor în nordul îndepărtat.  
În paralel cu debarcările aliaților de la Åndalsnes și Namsos, care aveau ca obiectiv cucerirea Trondheimului, forțe suplimentare au fost desfășurate în nordul Norvegiei cu scopul recuceririi Narvikului. La fel precum campania din sud, și expediția de la Narvik a trebuit să facă față la numeroase obstacole.   
Una dintre primele probleme pe care au trebuit să le depășească aliații a fost faptul că lanțul de comandă nu era unificat, sau măcar clar organizat. Forțele navale din zonă erau comandate de amiralul William Boyle, care avea ordine să curețe zona de germani cât mai repede cu putință. Spre deosebire de marină, comandantul forțelor terestre, generalul Pierse Mackesy, primise ordine să nu debarce în zonele în care germanii dețineau controlul și să evite distrugerea zonelor populate. Cei doi comandanți s-au întâlnit pe 15 aprilie ca să determine care era calea cea mai bună de urmat. William Boyle era în favoarea unui asalt imediat asupra Narvikului, în vreme ce Mackesy se opunea, considerând că un asemenea atac ar fi dus la pierderi uriașe în rândul trupelor sale. Boyle a acceptat în cele din urmă punctul de vedere al lui Mackesy.   
Forța comandată de Mackesy a primit inițial numele de cod Avonforce, nume schimbat mai târziu în Rupertforce. Aceasta era formată din Brigada a 24-a de infanteriei comandată de generalul William Fraser și unitățile franceze și poloneze comandate de generalul Antoine Béthouart. Principalele unități au început debarcarea la Harstad, un oraș port pe insula Hinnøya, pe 14 aprilie. Primul raid aerian asupra Harstadului a avut loc pe 16 aprilie. Apărarea antiaeriană a reușit să respingă atacul aerian de această dată, dar, pe 20 mai, respectiv pe 23 mai, germanii au reușit să distrugă rezervoarele de combustibil și un număr de locuințe, respectiv vasele aliate din port.  
Pe 15 aprilie, aliații au înregistrat un succes important atunci când distrugătoarele Royal Navy destroyers HMS Brazen și HMS Fearless, care asigurau escorta convoiului transportoarelor de trupe NP1, au obligat echipajul submarinului german U-49 să iasă la suprafață și să își sabprdeze vasul în Vågsfjorden. Marinarii britanici au găsit plutind în jurul submarinului documente cu detalii despre dispozițiile, codurile și ordinele operaționale ale tuturor submersibilelor germane din regiunea norvegiană de operațiuni, ceea ce le-a oferit aliaților un instrument eficient pentru planificarea campaniei din Norvegia de nord.

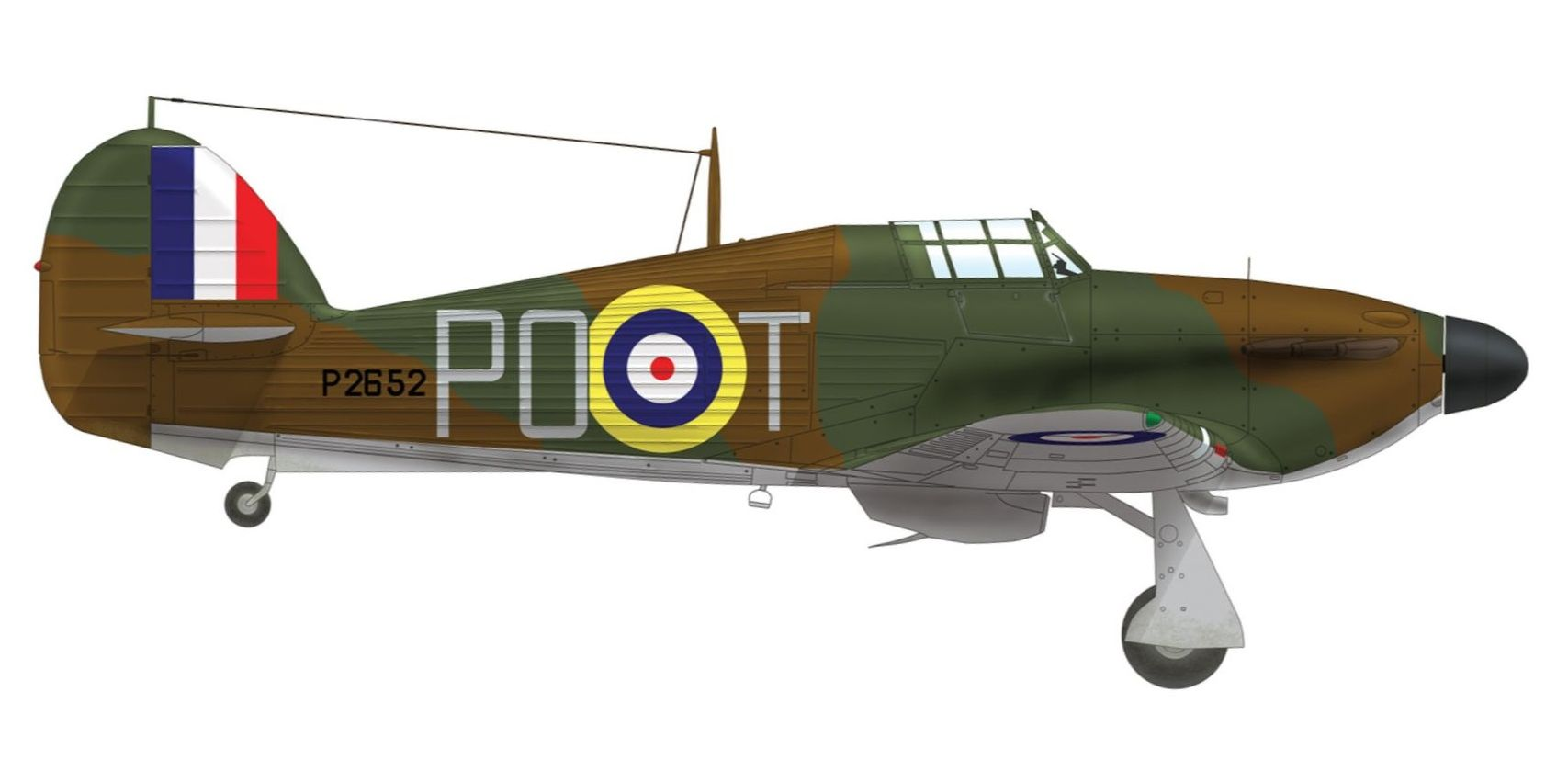
Avioane Hawker Hurricane Mk I din cadrul escadrilei nr. 46 RAF în timpul campaniei din Norvegia, în mai 1940. Aceste avioane au fost abandonate în Norvegia

După eșecul operațiunilor aliate din centrul Norvegiei, au fost făcut pregătiri suplimentare pentru forțele din nordul țării. Acoperirirea aeriană a fost asigurată de două escadrile de avioane de vânătoare aduse pe continent cu portavioanele – escadrila nr. 263, reechipată cu avioane Gloster Gladiator și escadrila nr. 46, echipată dotată cu aparate Hawker Hurricane.

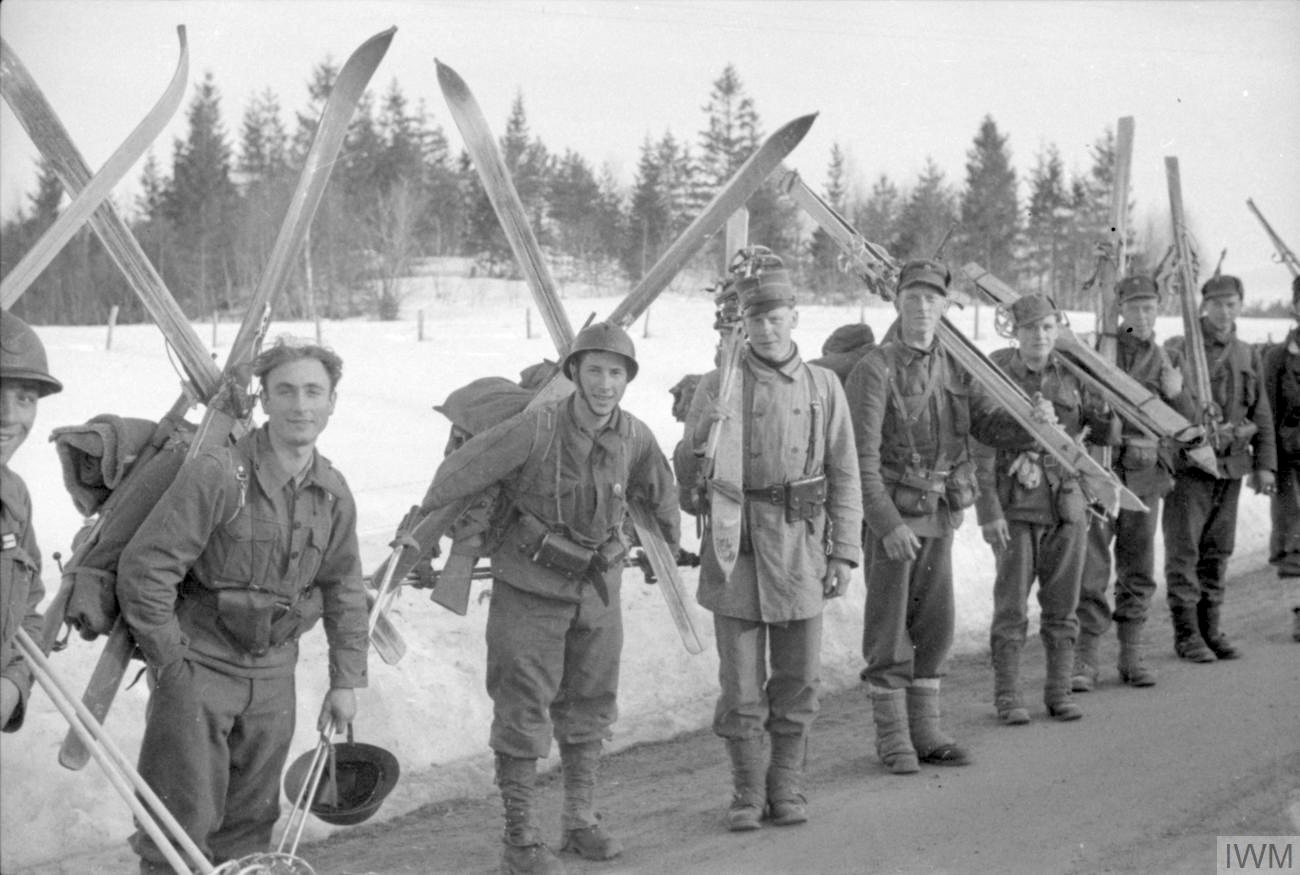
Trupe de schiori franco-britanici pe frontul din Narvik

Ca parte a contraofensivei aliate din nordul Norvegiei, forțele franceze au debarcat la Bjerkvik pe 13 mai. Tirurile artileriei navale aliate, destinate acoperirii debarcării, au distrus satul și au ucis 14 civili mai înainte ca germanii să părăsească Bjerkvikul. 
În timp ce forțele norvegiene, britanice și franceze înaintau spre Narvik, trupele germane se deplasau rapid spre nord prin Nordland pentru eliberarea trupelor încercuite ale lui Dietl. Micul aeroport militar norvegian Værnes de lângă Trondheim a fost rapid extins și îmbunătățit pentru ca să asigure Luftwaffe o bază aeriană necesară asigurării sprijinului aerian al sectorului Narvik. În cursul înaintării spre nord, germanii au ocupat și aeroportul din Hattfjelldal, pe care aveau să îl folosească ca bază pentru bombardiere.  
La sfârșitul lunii aprilie, au fost înfiintate zece companii independente britanice, puse sub comanda locotenent-colonelului Colin Gubbins. Pe 2 mai, patru dintre aceste companii au format așa-numita „Scissorsforce” care, sub comanda lui Gubbins, au fost trimise în Norvegia să oprească înaintarea germanilor la Bodø, Mo i Rana și Mosjøen. Deși britanicii au reușit să prindă în ambuscadă unitățile avansate ale germanilor la Mosjøen, au fost copleșit numeric de grupul principal al trupelor germane și au fost nevoiți să se retragă la Bodø, unde Brigada a 24 de infanterie trebuia să organizeze o linie defensivă.

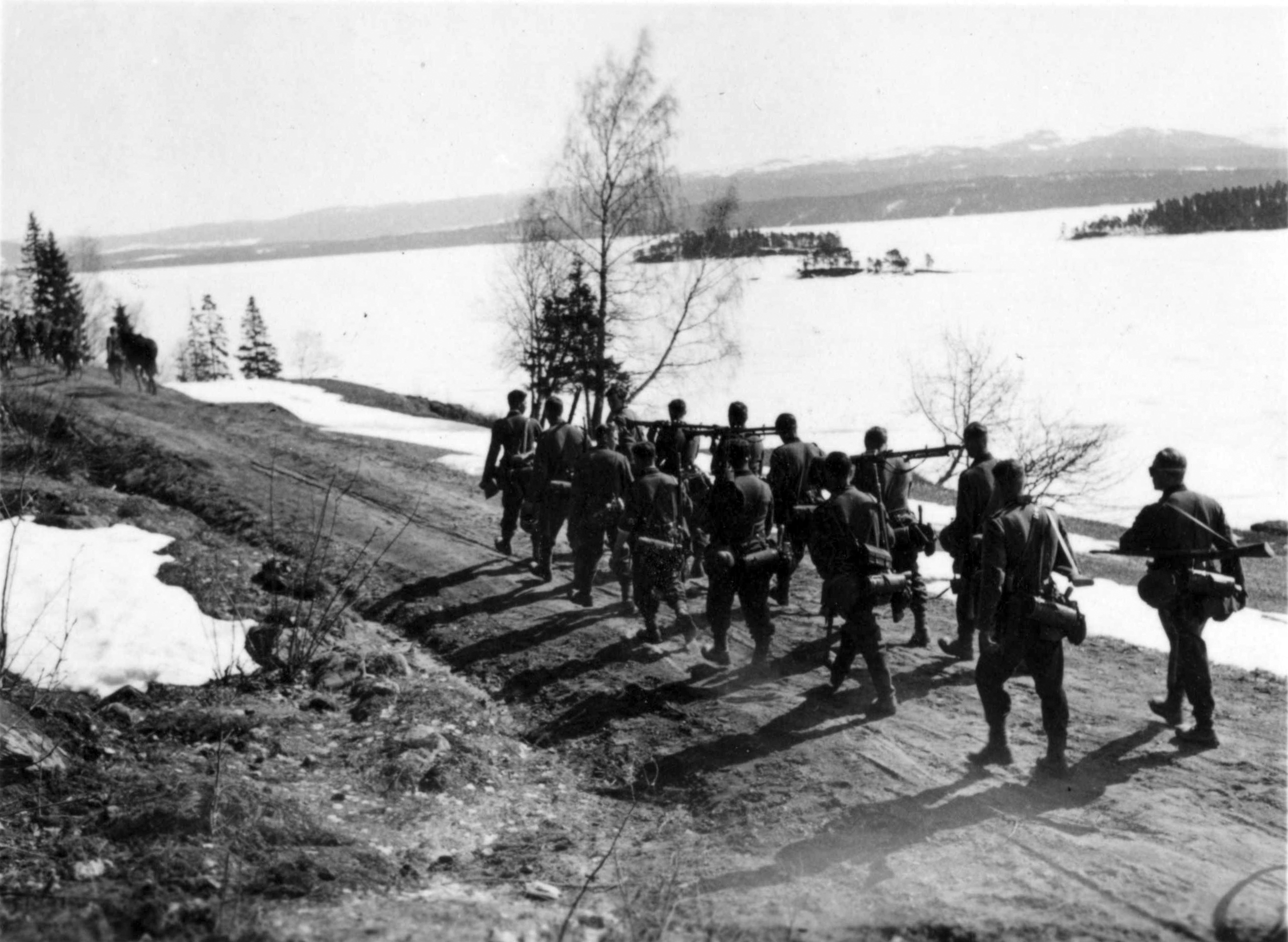
Infanteriști montani germani (austrieci) în înaintare lângă Snåsa

În timp ce Brigada a 24-a ocupa poziții la Bodø, distrugătorul HMS Somali, la bordul căruia se afla generalul de brigadă Fraser, a fost bombardat și forțat să se reîntoarcă în Anglia. În acel moment, colonelul Gubbins a preluat comanda brigăzii. Pe 15 mai, vasul de transport trupe MS Chrobry, la bordul căruia se afla Regimentul I de gardă irlandez a fost bombardate. Bombardamentul a produs pierderi mari în rândul infanteriștilor de la bord. Două zile mai târziu, crucișătorul HMS Effingham a eșuat. La bordul crucișătorului fusese încărcată cea mai mare parte a echipamentelor Regimenului de infanterie South Wales Borderers. Toți acești infanteriști au fost trimiși la Harstad pentru reorganizarea și reechipare, mai înainte să fie trimiși la Bodø.  
Cum germanii înaintau spre nord de la Mosjøen, garnizoana din Mo i Rana (o forță care se baza în principal pe Regimentul I de gardă scoțian) s-a retras pe 18 mai, în mod pripit în opinia lui Gubbins. Comandantul scoțienilor, locotenent-colonelul Thomas Byrnand Trappes-Lomax, a continuat să își conducă oamenii în retragere în ciuda ordinelor prin care i se cerea să organizeze poziții succeisve defensive. Această retragere precipitată și amânarea sosirii restului brigăzii nu i-au permis lui Gubbins să organizeze în mod corespunzător o poziție defensivă la Storjord. Brigada s-a retras în fața înanitării germane peste fiordul Skjerstad pe 25 mai. Retragerea a fost acoperită de ariergarda formată din Regimentul I irlandez și câteva companii independente sub comanda locotenent-colonelului Hugh Stockwell.

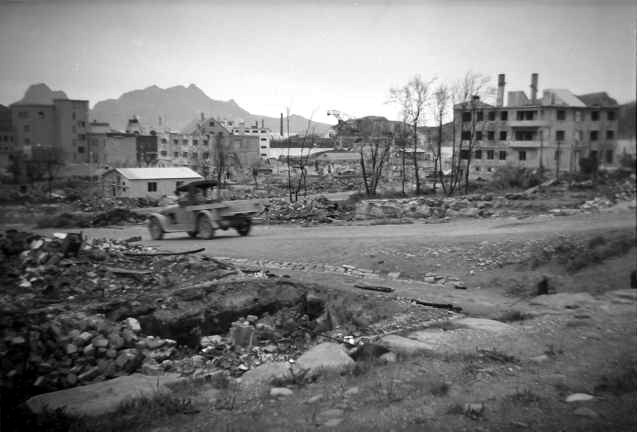
Orașul Bodø, la doi ani de la bombardamentul Luftwaffe

În seara zilei de 27 mai, Bodø a fost bombardat și mitraliat de la mică înălțime de avioanele Luftwaffe. Raidul aerian a distrus pista improvizată recent, stația radio și 420 dintre cele 760 de clădiri ale localității. Au fost uciși 15 civili, iar 5.000 de norvegieni au rămas fără locuințe.
Pe 28 mai, două batalioane franceze și unul norvegian au atacat și recucerit Narvikul din mâinile germanilor. În zona de sud a orașului, trupele poloneze au înainta spre est de-a lungul Beisfjord. Alte trupe norvegiene împingeau unitățile germane spre frontiera suedeză lângă Bjørnfjell. În acest timp, invazia germană a Franței și Țărilor de Jos a schimbat în mod dramatic situația generală a războiului, iar importanța Norvegiei a scăzut în mod hotărâtor. Pe 25 mai, la trei zile după recucerirea Narvikului, comandanții aliați au primit ordine pentru evacuarea din Norvegia. Se poate considera că atacul împotriva Narvikului a fost de fapt o manevră care să mascheze intenția aliaților de părăsire a Norvegiei Pe 28 mai, orașul Narvik a fost bombardat puternic de avioanele Luftwaffe.

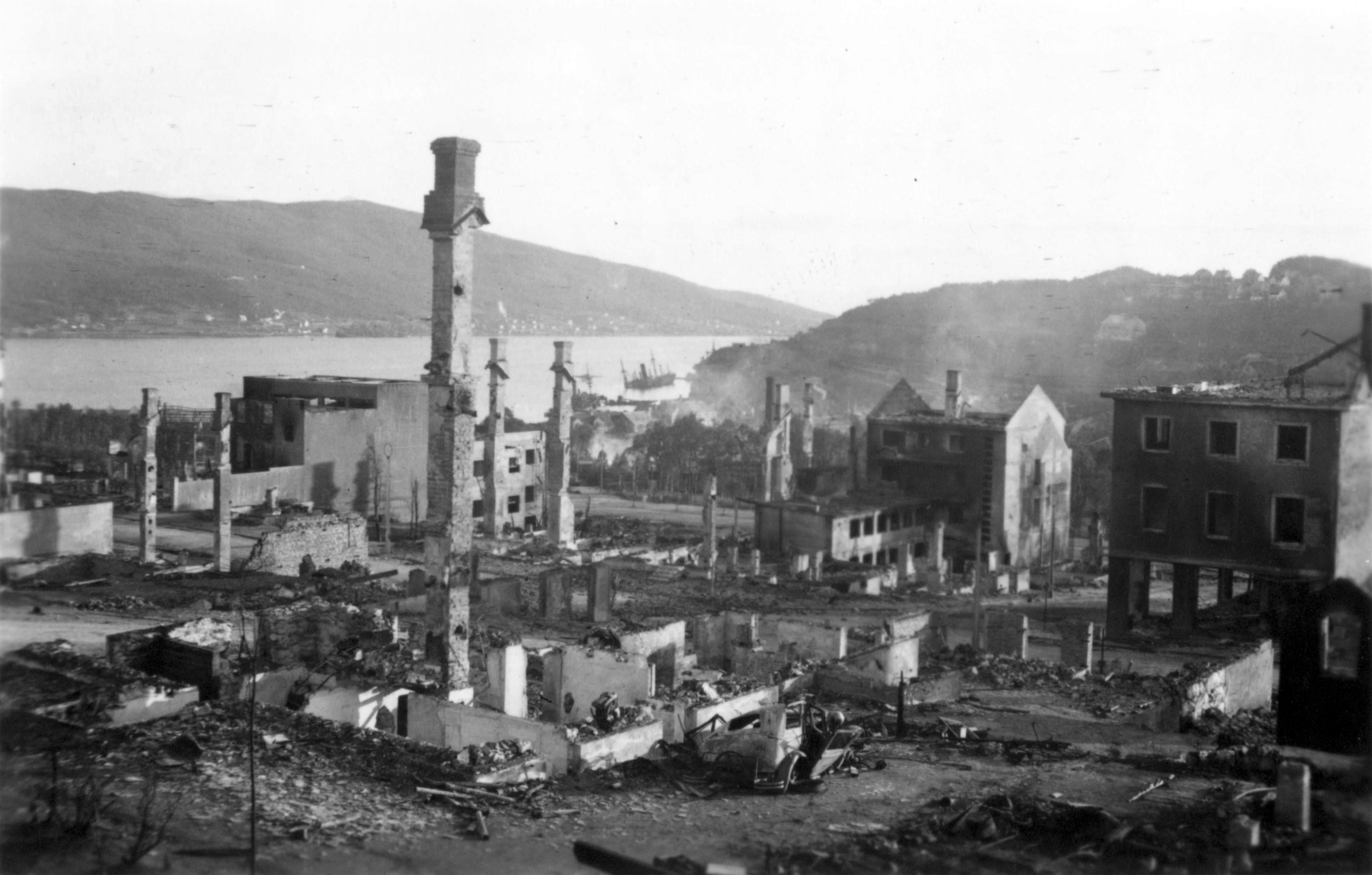
Centru orașuluiNarvik, după bombardamentul executat de Luftwaffe

Forțele lui Gubbins au fost evacuate din Bodø în perioada 30 mai – 2 iunie. În timpul celor trei zile ale operațiunii, condițiile meteo au împiedicat aviația germană să intervină. Pista improvizată lovită de bombardamentul din 27 mai a fost ocupată și reparată de germani, care au folosit-o pentru asigurarea sprijinului aerian a trupelor terestre care luptau la Narvik și a fost de mare importanță pentru luptele care aveau să continue spre nord.

### Retragere aliaților și capitularea norvegienilor
Operațiunea Alphabet, retragerea generală aliată din Norvegia, a fost aprobată pe 24 mai. Printre cei care s-au opus evacuării a fost Winston Churchill, care avea să spună mai târziu că această decizie a fost o greșeală strategică. Autoritățile norvegiene au fost anunțate despre această decizie doar pe 1 iunie. După o întâlnire de pe 7 iunie, în timpul căreia s-a luat hotărârea continuării luptei din afara țării, regele Haakon VII, prințul moștenitor Olav și guvernul norvegian au părăsit țara la bordul crucișătorului HMS Devonshire și au plecat în exil în Regatul Unit. Fără provizii asigurate de aliați, armata norvegiană urma să fie nevoită în scurtă vreme să înceteze lupta. Atât regele cât și prințul moștenitor luaseră în considerație posibilitatea rămânerii în Norvegia, dar au fost convinși de diplomatul britanic Cecil Dormer să plece în exil odată cu guvernul. Prințul moștenitor a sugerat ca măcar el să rămână în țară și să ajute Consiliul Administrativ să gestioneze efectele ocupației, dar datorită vârstei înaintate a regelui s-a hotărât până la urmă că ambii să plece în exil, pentru ca să fie evitate orice complicație care ar fi apărut dacă regele ar fi murit în străinătate. Pe 8 iunie, după ce au distrus liniile de cale ferată și instalațiile portuare, toate trupele aliate au fost evacuate. Germanii au lansat Operațiunea Juno pentru despresurarea garnizoanei din Narvik și, după ce au descoperit că soldații aliați au fost evacuați, și-au schimbat obiectivul – au început urmărirea și a navelor britanice, scufundând două distrugătoare britanice și portavionul HMS Glorious. Mai înainte ca să fie scufundat, distrugătorul britanic HMS Acasta a reușit să torpileze și să avarieze cuirasatul german Scharnhorst. La scurtă vreme după aceasta, submarinul britanic HMS Clyde a interceptat grupul naval german și a torpilat cuirasatul Gneisenau, provocându-i distrugeri mari, care l-a imobilizat în docurile de reparație pentru aproape tot restul războiului.
Forțele terestre norvegiene au capitulat pe 10 iunie 1940. Unitățile de pe front au primit încă din primele ore ale zilei de 8 iunie ordine pentru întreurperea acțiunilor. Luptele au încetat efectiv la ora 24:00 a zilei de 9 iunie. Actul oficial al capitulării trupelor din Norvegia continentală a fost semant la Hotelul Bristol din Trondheim la ora 17:00 pe 10 iunie 1940. Locotenent-colonelul Ragnvald Roscher Nielsen a semnat din partea forțelor norvegiene, iar din parte germanilor a semnat colonelul Erich Buschenhagen. Un acord separat pentru capitularea forțelor norvegiene care luptau la Narvik a fost semat în aceeași zi, la Bjørnfjell. Acesta a fost ultimul acord local de capitulare a trupelor norvegiene în timpul campaniei, semnat de locotenent-colonelul norvegian Harald Wrede Holm și generalul german Eduard Dietl. Luptele care au durat 62 de zile au făcut ca această campanie să fie cea mai lungă în care o armată să reziste asaltului german, cu excepția celei din Uniunea Sovietică. 

## Ocupația

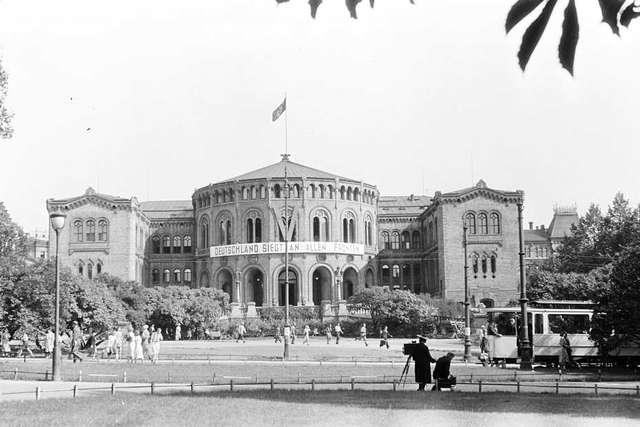
Clădirea Parlamentului norvegian în 1941. Steagul cu svasica este avordat pe clădire, iar pe fațadă a fost afișat sloganul nazist „Germania este victorioasă pe toate fronturile”

După capitularea forțelor armate continentale, a început ocupația militară germană. Deși forțele regulate norvegiene din Norvegia au depus armele în iunie 1940, în țară a apărut o mișcare de rezistență destul de puternică, care a devenit tot mai eficientă în lupta cu ocupanțul nazist, în special în ultimii ani ai ocupației. Rezistența la ocupație a început în toamna anului 1940, devenind tot mai puternică și mai bine organizată. În ciuda infiltrărilor agenților Gestapoului în rândurile primelor organizații ale rezistenței și a eliminării fizice a membrilor acestora, mișcarea de rezistență nu doar că a supraviețuit, dar a și crescut. În ultimul an al războiului au avut tot mai multe acțiuni de sabotaj efectuate de organizația de rezistență Milorg, aflată sub comanda directă a guvernului norvegian în exil. Obiectivul principal al Milorg era însă organizarea unei puternice forțe de gherilă, care să ajute în mod activ invazia aliată din Norvegia. În afară de Milorg, în țară au acționat multe grupuri de rezistență independente, cele mai multe de orientare comunistă, care au atacat obiective germane fără să își coordoneze acțiuiunile cu autoritățile norvegiene din exil.  
Partea civilă a ocuapției germane a Norvegiei a fost organizată prin intermediul  Reichskommissariat für die besetzten norwegischen Gebiete (Comisariatul Reichului pentru teritoriile norvegiene ocupate), condus din 24 aprilie de Josef Terboven. Germanii au încercat să elimine influența regelui și a guvernului în exil. La câteva săptămâni de la finalizarea campaniei militare, germanii au făcut presiuni asupra conducerii Parlamentului să emită o cerere pentru abdicarea regelui Haakon al VII-lea. Pe 3 iulie, Haakon al VII-lea a respins cererea și, pe 8 iulie, a ținut un discurs la BBC Radio în timpul căuria și-a făcută cunoscută opțiunea. „Nu-ul regal”, așa cum a fost numit, a încurajat rezistența împotriva ocupației și colobaratorilor cu naziștii. Consiliul Administrativ, numit de Curtea Supremă pe 15 aprilie, a funcționat pe post de guvern în teritoriile ocupate. Consiliul a funcționat până pe 25 septembrie, când funcțiile sale au fost preluate de [[[null regimul Quisling]|regimul profascist norvegian]] al lui Vidkun Quisling.   
Marina și Forțele Aerine Regale Norvegiene au fost reînființate în Anglia pe baza militarilor care refugiați în Regatul Unit după Campania din Norvegia. Forțele Norvegiene Libere au intrat rapid în luptă atât pe mare, în bătălia convoaielor din Atlanticul de nord, cât și în războiul aerian din Europa. Rândurile forțelor navale și aeriene au fost întărite de un flux continuu de refugiați din Norvegia ocupată, iar echipamentele au fost modernizate și completate de britanici și americani. De la 15 vase de război în iunie 1940, Marina Regală Norvegiană a ajuns la 58 de vase la sfârșitul războiului în Europa. Vasele militare era deservite de aproximativ 7.000 de militari. În total, norvegienii au avut sub comanda lor un maxim de 118 vase de război.  
Escadrilele norvegiene au zburat alături de camarazii din Royal Air Force aviația de vânătoare și de apărare a litoraluliu din cadrul RAF. Escadrilele norvegiene 331 și 332 erau dotate cu avioane de vânătoare Hawker Hurricane și Supermarine Spitfire. Escadilele navale 330 și 333 erau dotate cu bombardiere de patrulare Northrop N-3PB și hidroavioane Consolidated PBY Catalina și Short Sunderland și avioane de vânătoare-bombardament de Havilland Mosquito. De asemenea, au existat piloți norvegieni care au luptat în cardrul unor unități britanice. În noiembrie 1944, Serviciul Aerian Maritim Norvegian și Serviciul Aerian al Forțelor Terestre, care fuseseră trecute sub o comandă unică din martie 1941, au fost unite în martie 1944, formând Forțele Aeriene Regale Norvegiene. La sfârșitul războiului, aviația militară a Norvegiei Libere avea aproximativ 2.700 de militari. 
În Scoția au fost reînființate Forțele terestre norvegiene, cu efective de 4.000 de oameni. Cu excepția unui mic număr de militari ai forțelor speciale, forțele terestre norvegiene nu au fost implicați mult în lupte. O companie întărită provenind din Scoția a participat la eliberarea regiunii Finnmark în iarna 1944 – 1945. Finnmark și partea nordică a regiunii Troms au fost evacuate în grabă de germani, care au aplicat tactica „pământului pârjolit”, ca urmare a ofensivei sovietice din nordul Finladei și Norvegiei în octombrie 1944. Ofensiva Armatei Roșii a dus la cucerirea din mâinile germanilor a orașului Kirkenes. După sosirea a 300 de militari din Scoția, efectivele norvegiene din Finnmark au fost întărite cu militari sosiți din Suedia și cu localnici mobilizați. La sfârșitul răzoiului, forțele norvegiene din Finnmark au ajuns la un total de 3.000 de oameni. În zona de nord a Norvegiei au avul loc ciocniri de mică amploare între trupele norvegiene și ariergăzile și patrulele germane.
Norvegienii au constituit forțe armate și în Suedia neutră în ultimii doi ani de război. Au fost înființate cu sprijinul autorităților suedeze așa-numitele „trupe de poliție”. Aceste unități militare au fost denumite „poliție” pentru ascunderea caracterului pur militar al unei forțe de până la 13.000 de oameni. În 1945, aproximativ 1.300 de „polițiști’’ au luat parte la eliberarea regiunii Finnmark.
În afară de forțele regulate norvegiene, principala forță a rezistenței din Norvegia controlată de guvernul în exil, Milorg, dispunea la sfârșitul războiului de aproximativ 40.000 de combatanți. Milorg fusese proclamat de guvernul în exil încă din noiembrie 1941 ca „a patra ramură a Forțelor Armate Norvegiene”.

## Pierderile umane și materiale

### Germanii

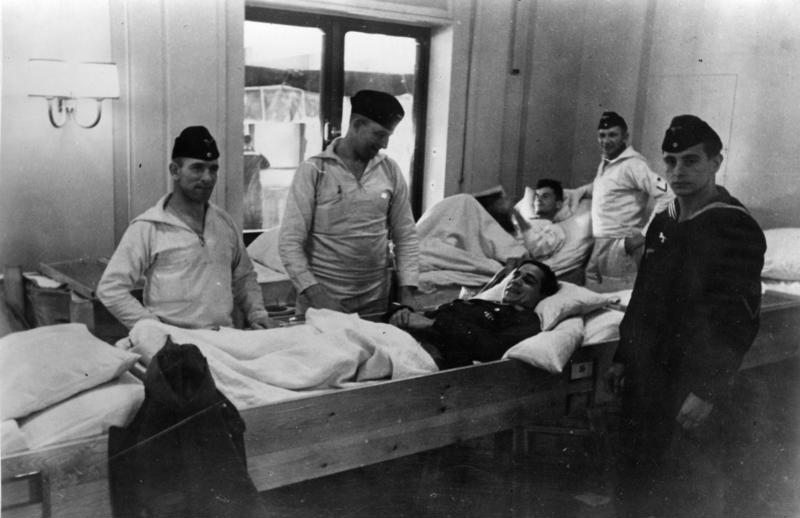
Răniții germani în luptele de la Narvik repatriați la bodrul navei spital MV Wilhelm Gustloff

Cifrele oficiale ale pierderilor germanilor în timpul Campaniei din Norvegia au fost de 5.296 oameni. Dintre acești, 1.317 au fost uciși în luptele terestre iar 2.375 au fost uciși pe mare. În plus, au fost înregistrați 1.604 soldați răniți.
Pierderile marinei au fost foarte ridicate – a fost scufundat unul dintre cele două crucișătoare grele ale Kriegsmarine, două dintre cele șase crucișătoare ușoare, zece dintre cele douăzeci de distrugătoare și șase submarine. De asemenea au fost distruse două vedete tropiloare și alte cincisprezece vase militare ușoare. Alte două cuirasate și crucișătoarele germane au fost de asemenea avariate în lupte. În aceste condiții, flota de suprafață a Germaniei s-a redus la trei crucișătoare și patru distrugătoare operaționale la sfârșitul acestei companii.
În ceea ce privește pierderile aviație, cifrele oficiale germe indică doborârea a 90 de aparate. În schimb, istoricul François Kersaudy consideră că pierderile au fost de până la 240 de avioane.
În ceea ce privește flota comercială și de transport, germanii au pierdut 21 de vase, cu un deplasament toatl de 111.700 t, adică 10% din capacitatea de transport a țării din acel moment.

### Norvegienii și aliații

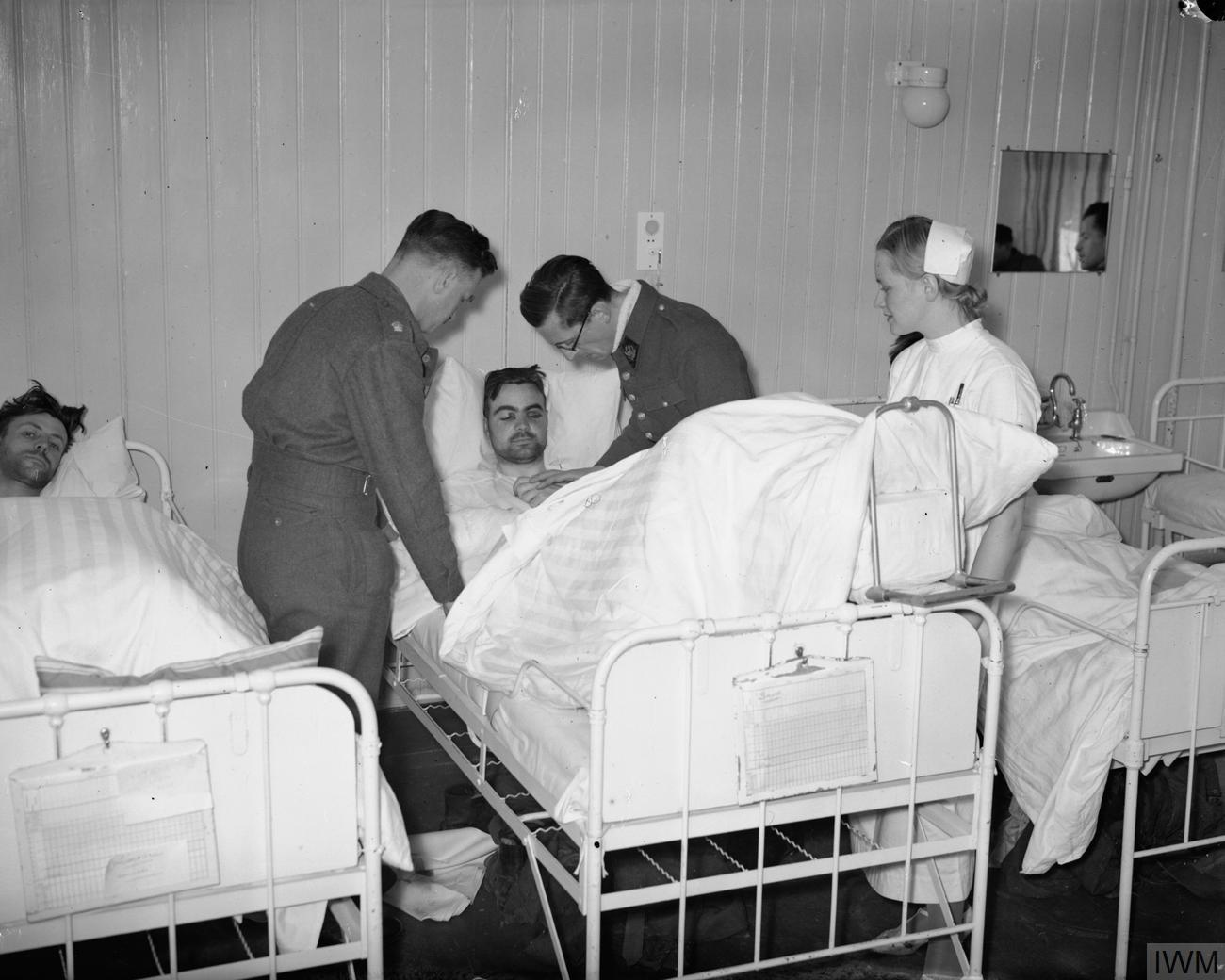
Rănit britanic tratat într-un spital din Namsos de ofițeri medici aliați și o soră medicală norvegiană

Pierderile norvegiene și aliate din această campanie au numărat aproximativ 6.600 soldați. Britanicii au avut 1.869 de morți, răniți și dispăruți în luptele terestre și aproximativ 2.500 pe mare, în vreme ce francezii și polonezii au pierdut 533 de morți, răniți și dispăruți. Norvegienii au pierdut 1.700 de soldați, din care 860 de morți. De asemenea, 400 de civili norvegieni au fost uciși, în special în timpul raidurilor aviației germane. Aproximativ 60 de civili au fost uciși în timpul luptelor din Norvegia răsăriteană, în cele mai multe cazuri fiind vorba de execuții sumare.
Vasele Marinei Regale Norvegiene, 121 de vase de luptă, cele mai multe depășite din punct de vedere moral, au fost distruse în cea mai mare parte. Doar 15 vase de război cu 600 de marinari la bord au reușit să se evacueze în Regatul Unit spre sfârșitul luptelor. Cele mai multe vase de război norbegiene au fost scufundate în timpul luptelor, au fost sabordate de propriile echipame ori au fost capturate de germani. Printre vasele scufundate în timpul luptelor se numără două vase de apărare de coastă și două distrugătoare. Șapte vedete torpiloare au fost distruse în luptă sau sabordate, iar restul de zece au fost capturate de germani. Doar unul dintre unul dintre cele nouă submarine norvegiene a reușit să se refugieze în Regatul Unit, restul a fost capturat sau sabordat. Aproximativ 50 de vase norvegiene capturate au fost trecute serviciul Kriegsmarine.
Britanicii au pierdut un portavion, două crucișătoare, șapte distrugătoare și un submarin, dar Marina Regală Britanică, datorită numărului mare de vase din dotare, a suportat mult mai bine pierderile decât Kriegsmarine.
Marina franceză a pierdut un distrugător Bison și un submarin, iar un crucișător a fost avariat foarte grav. 
Marina poloneză în exil a pierdut un distrugător ORP Grom și un submarin ORP Orzeł.
În vremea ce britanicii au pierdut 112 de avioane în timpul campaniei, norvegienii au pierdut aproape toate avioanele, cu excepția a câteva au fost evacuate în Regatul Unit sau în Finlanda neutră.
Pierderile combinate de vase comerciale ale aliaților și norvegienilor au fost de aproximativ 70 de vase.

## Analiză
Planificarea operațiunii a fost decisivă pentru succesul germanilor. Au fost ocupate atât Danemarca cât și Norvegia. Surpriza a fost aproape completă, în special în cazul Danemarcei.

Pe de altă parte, operațiunile navale au marcat un mare pas înapoi pentru Marină. Pentru Kriegsmarine, campania a avut ca rezultat pierderi extrem de grele, operaționale rămând doar un crucișător greu, două crucișătoare ușoare și patru distrugătoare. Aceste pierderi au făcut ca Marina Militară să fie prea slăbită pentru ca să asigure un sprijin corespunzător planurilor lui Hitler pentru Oprațiunea „Leul de Mare” – invadarea Regatului Unit.
Dar cel mai mare cost al campaniei a fost reprezentat de necesitatea păstrării celor mai multe dintre efectivele trupelor de invazie pe teritoriul Norvegiei, efective care ar fi fost necesare pe alte fronturi. 
Per total, se poate aprecia că această campanie a fost o întreprindere costisitoare, cu câștiguri limitate pentru partea germană.
În același timp, aliații au putut să se folosească prin intermediul  Nortraship (Misiunea Norvegiană pentru Transpot și Comerț) de serviciile flotei comerciale norvegiene, a patra ca mărime din lume în acea vreme. Nortraship a fost fondată pe 22 aprilie în timpul întâlnirii guvernului din Stuguflåten, în Romsdal. Flota Nortraship cuprindea 1.208 vase, adică 85% din flota comercială norvegiană din perioada interbelică. Restul de 15% dintre vasele comerciale se afla în Norvegia în momentul invaziei și nu a putut să părăsească țara. Vasele Nortraship erau deservite de echipaje însumând 27.000 de marinari. În total, 43 de vase comerciale norvegiene au fost scufundate în timpul campaniei germane din Norvegia, iar alte 29 au fost internate în porturile Suediei neutre. Nortraship a furnizat guvernului norvegian în exil independența economică și baza financiară pentru continuarea rezistenței.
Aliații au înregistrat un succes parțial la Narvik. Germanii au distrus cea mai mare parte a instalațiilor portuare mai înainte ca să se retragă din oraș pe 28 mai. Toate activitățile portuare în Nrvik au fost sistate pentru următoarele șase luni, deși aliații au crezut că această perioadă avea să fie de un an.
Prezența germanilor în norvegia a fost un ghimpe în coasta aliaților pentru următorii ani. bombardierele cu baza la Sola puteau executa un zbor dus-întors până la capul Rattray (nord-estul Scoției) de doar 920 km, față de un zbor de aproape 1.400  km de pe cel mai apropiat aeroport german (de pe insula Sylt). Obiectivele strategice scoțiene au fost ținta a mai multor raiduri de bombardament, cele mai multe dintre ele pornite din Norvegia. După căderea Norvegiei, bazele flotei de la Scapa Flow și Rosyth au fost considerate ca fiind vulnerabile l aun atac diversionist al trupelor aeropurtate și ale infateriei marine. Din Norvegia au fost lansate atacuri împotriva vaselor comerciale aliate care traversau Atlanticul de nord. După ce Germania a declanșat Operațiunea Barbarossa în 1941, bazele aeriene din Norvegia au fost folosite pentru interceptarea convoaiele arctie, cărora le-au provocat pierderi foarte grele.

## Resurse internet
- Campania din Norvegia pe www.BritishMilitaryHistory.co.uk Arhivat în 4 martie 2016, la Wayback Machine.
- Halford Mackinder's Necessary War Un articol al lui F. William Engdahl în care sunt descrise manevrele politice din spatele Campaniei din Norvegia]]
- United States Department of State Foreign relations of the United States diplomatic papers, 1940. General Volume I p. 136 – documente originale despre începturile conflictului.
- Criza torpilelor de submarine din timpul Campaniei din Norvegia